# Pietro (apostolo)
Simon Pietro, detto Pietro (Betsaida, I secolo a.C. – Roma, 29 giugno 67 d.C.) è stato uno dei dodici apostoli di Gesù; la Chiesa cattolica lo considera il primo papa. Nato in Galilea, fu un pescatore ebreo di Cafarnao. Il suo nome originario era Šim'ôn (שמעון, "colui che ascolta", traslitterato in greco come Σίμων).
Divenuto apostolo di Gesù dopo essere stato chiamato presso il lago di Galilea, fece parte della cerchia ristretta (insieme a Giovanni e Giacomo) dei tre che assistettero alla resurrezione della figlia di Giairo, alla trasfigurazione sul monte Tabor e all'agonia di Gesù nell'orto degli ulivi. Tentò di difendere il Maestro dall'arresto, ferendo uno degli assalitori all'orecchio destro (cosa che fa supporre a molti studiosi che Pietro fosse mancino). Unico, insieme al cosiddetto "discepolo prediletto", a seguire Gesù presso la casa del sommo sacerdote Caifa, fu costretto anch'egli alla fuga dopo aver rinnegato tre volte il Maestro, come questi aveva predetto. Prima della crocifissione (Mt 16, 17-19; Lc 22, 32) e anche dopo la successiva risurrezione di Gesù (Gv 21, 15-19), Pietro venne nominato dallo stesso Maestro capo dei dodici apostoli e promotore dunque di quel movimento che sarebbe poi divenuto la prima Chiesa cristiana.
Instancabile predicatore, fu il primo a battezzare un pagano, il centurione Cornelio. Entrò in disaccordo con Paolo di Tarso su alcune questioni riguardanti giudei e pagani, risolte comunque durante il primo concilio di Gerusalemme discutendo sulle tradizioni ebraiche come la circoncisione. Secondo la tradizione, divenne primo vescovo di Antiochia di Siria per circa 30 anni, dal 34 al 64 d.C., continuò la sua predicazione fino a Roma dove morì fra il 64 e il 67 d.C., durante le persecuzioni anticristiane ordinate dall'imperatore romano Nerone. A Roma Pietro e Paolo sono venerati insieme, come colonne fondanti della Chiesa; Pietro è considerato santo da tutte le confessioni cristiane, sebbene alcune neghino il primato petrino e altre il primato papale che ne consegue.

## Fonti
Le fonti storiche circa la vita e l'operato di San Pietro possono essere distinte in tre categorie:
- La prima fonte, da considerarsi tra le più vicine al periodo in cui visse l'Apostolo, è costituita dagli scritti del Nuovo Testamento. Tra di essi un posto di rilievo spetta ai quattro Vangeli e agli Atti degli Apostoli. Questi testi, redatti in greco durante il I secolo, sono gli unici a contenere riferimenti diretti alla vita di Pietro. Oltre ai testi citati la tradizione cristiana indica, nel canone biblico, anche due lettere a lui attribuite, sull'autenticità delle quali permangono però alcuni dubbi. Che la Prima lettera sia stata scritta da Pietro potrebbe essere indicato dalle parole iniziali. Inoltre la citano Ireneo, Clemente Alessandrino, Origene e Tertulliano, attribuendola a Pietro.[3] Eusebio afferma che i vescovi usavano liberamente la lettera, e del resto ai suoi tempi (circa 260-342 d.C.) non c'era nessun dubbio sull'autenticità della lettera. Riferimenti si trovano anche in Ignazio, Erma e Barnaba, dell'inizio del II secolo.[4] Anche sulla Seconda lettera (2 Pietro 1:1) sussiste qualche dubbio di autenticità, dovuto soprattutto alla differenza di stile. Ma questa circostanza potrebbe non costituire un vero problema perché l'argomento e lo scopo delle due lettere erano diversi. La canonicità dello scritto è stata messa in discussione anche perché sarebbe poco attestata dai Padri della Chiesa, ma diversi cataloghi antichi delle Scritture Greche Cristiane (tra cui quelli di Ireneo, Cirillo di Gerusalemme, Atanasio di Alessandria e altri) considerano la Seconda lettera di Pietro parte del canone biblico.
- La seconda categoria di fonti è costituita dagli scritti apocrifi a lui attribuiti. Questi testi vanno sotto il nome di Vangelo di Pietro, Predicazione di Pietro (andato perduto), Atti di Pietro, Atto di Pietro, Atti di Pietro e Andrea, Atti di Pietro e dei dodici, Atti di Pietro e Paolo, Lettera di Pietro a Filippo, Lettera di Pietro a Giacomo il Minore, Apocalisse di Pietro (greca), Apocalisse di Pietro (copta). A causa della datazione tardiva e del contenuto, così come gli altri testi apocrifi, anche questi scritti non sono considerati come fonti storiche attendibili. È possibile, infatti, che in essi siano confluiti dei testi storicamente fondati ma anche discorsi a carattere apologetico frutto della venerazione eccessiva che si era diffusa intorno all'Apostolo.
- Una terza e ultima fonte è la testimonianza contenuta negli scritti dei Padri della Chiesa, in particolare di Papia, Clemente e Ireneo.[5] Questa serie di testimonianze ha dalla sua parte il conforto dei ritrovamenti archeologici. Tra di essi il più antico è l'iscrizione in greco “Pietro (è) qui” (πετρος ενι), ma essa è frutto di una interpretazione, siccome gli unici graffiti leggibili erano 'Petr' ed 'eni',[6] ritrovata nel cosiddetto “muro rosso” presso l'antica Tomba di Pietro, nella necropoli pre-costantiana sotto l'attuale Basilica di San Pietro a Roma. La datazione di questo reperto risale al 160 d.C. circa.

Da questo dato, o meglio dal significato originale del suo nome aramaico, scaturisce tutto il carisma della sua figura. Il suo nome originale era Simone (ebraico שמעון Šim‘ôn, Shim'on, dalla radice ebraica shama "ascoltare" e che assume molto probabilmente il significato di "colui che ha ascoltato"), ma, secondo quanto affermato da Matteo e Giovanni, ricevette da Gesù Cristo stesso il nome di Kefa, che in aramaico significa "roccia", "pietra", e quindi, per traduzione, “Pietro”, derivato dal greco Petros (cfr. Gv. 1,35-42).

## Origini
Secondo il vangelo di Giovanni, Simon Pietro era nativo, così come il fratello Andrea e l'apostolo Filippo, di Betsaida, città situata a circa 3 chilometri a nord del Lago di Tiberiade, un antico villaggio successivamente ricostruito dal tetrarca Filippo che fondò qui la sua capitale, situata nell'allora provincia romana della Giudea.

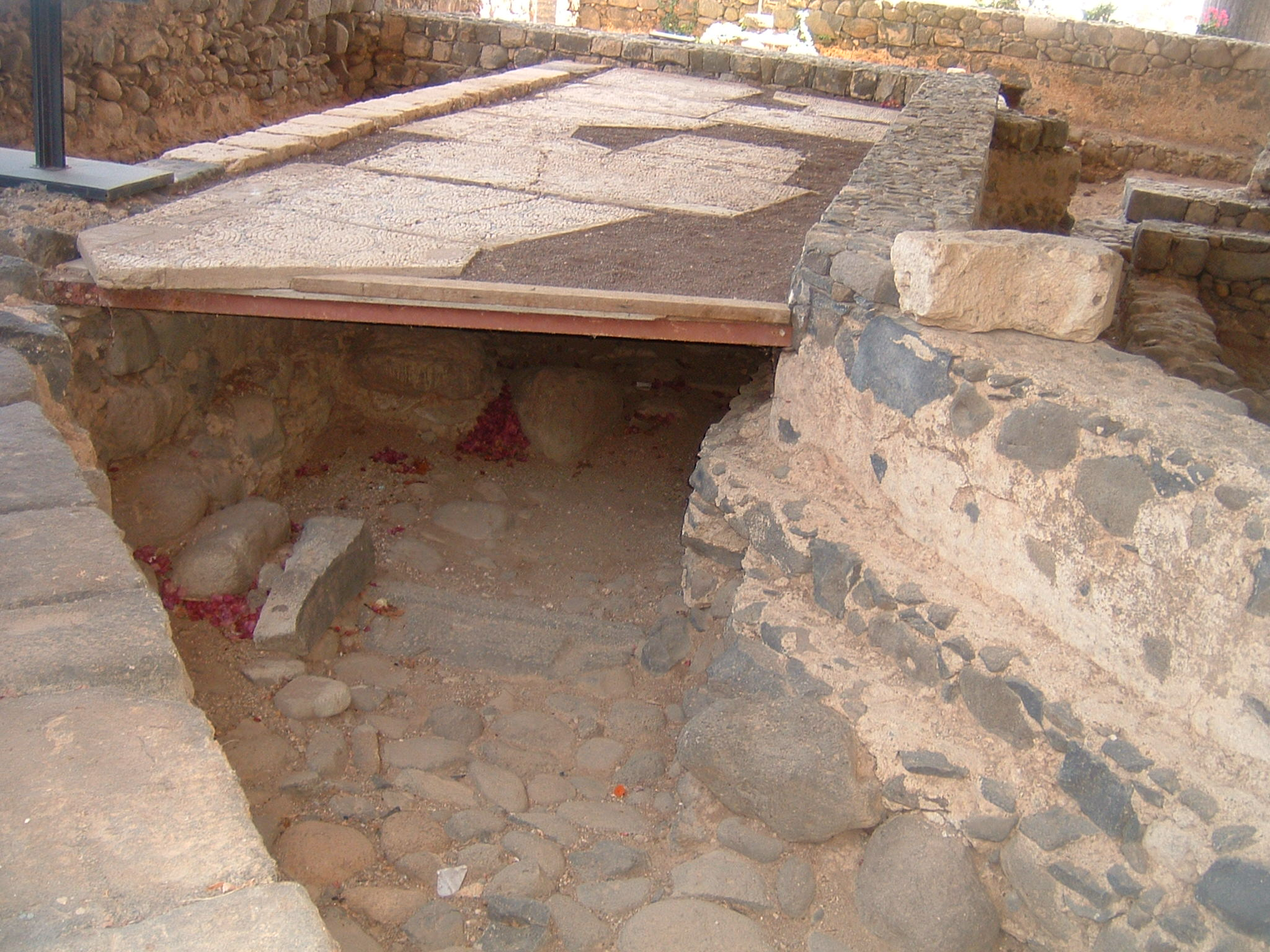
Resti della casa di Pietro a Cafarnao

Secondo i vangeli sinottici, dopo il matrimonio si trasferì a Cafarnao, piccolo villaggio della Galilea che divenne in seguito uno dei centri della predicazione di Gesù, che vi si recava spesso per soggiornare qualche tempo, come amico, presso la casa dell'Apostolo. Il trasferimento a Cafarnao, con la moglie, la suocera, il padre e il fratello Andrea, fu dettato probabilmente da motivi pratici, in quanto quella città offriva maggiori possibilità lavorative per il commercio del pesce. Gli scavi archeologici, effettuati a partire dal 1905, portarono alla luce i resti di un'antica sinagoga e di una chiesa di forma ottagonale alla cui base furono scoperte le fondamenta di una casa di pescatori. Nel 1968 la casa fu identificata con quella dell'Apostolo Pietro grazie alla presenza di alcuni attrezzi da pesca ivi rinvenuti, ma, soprattutto, per il ritrovamento di alcuni graffiti, raffiguranti Gesù e Pietro, databili al II secolo d.C.

### Legami familiari

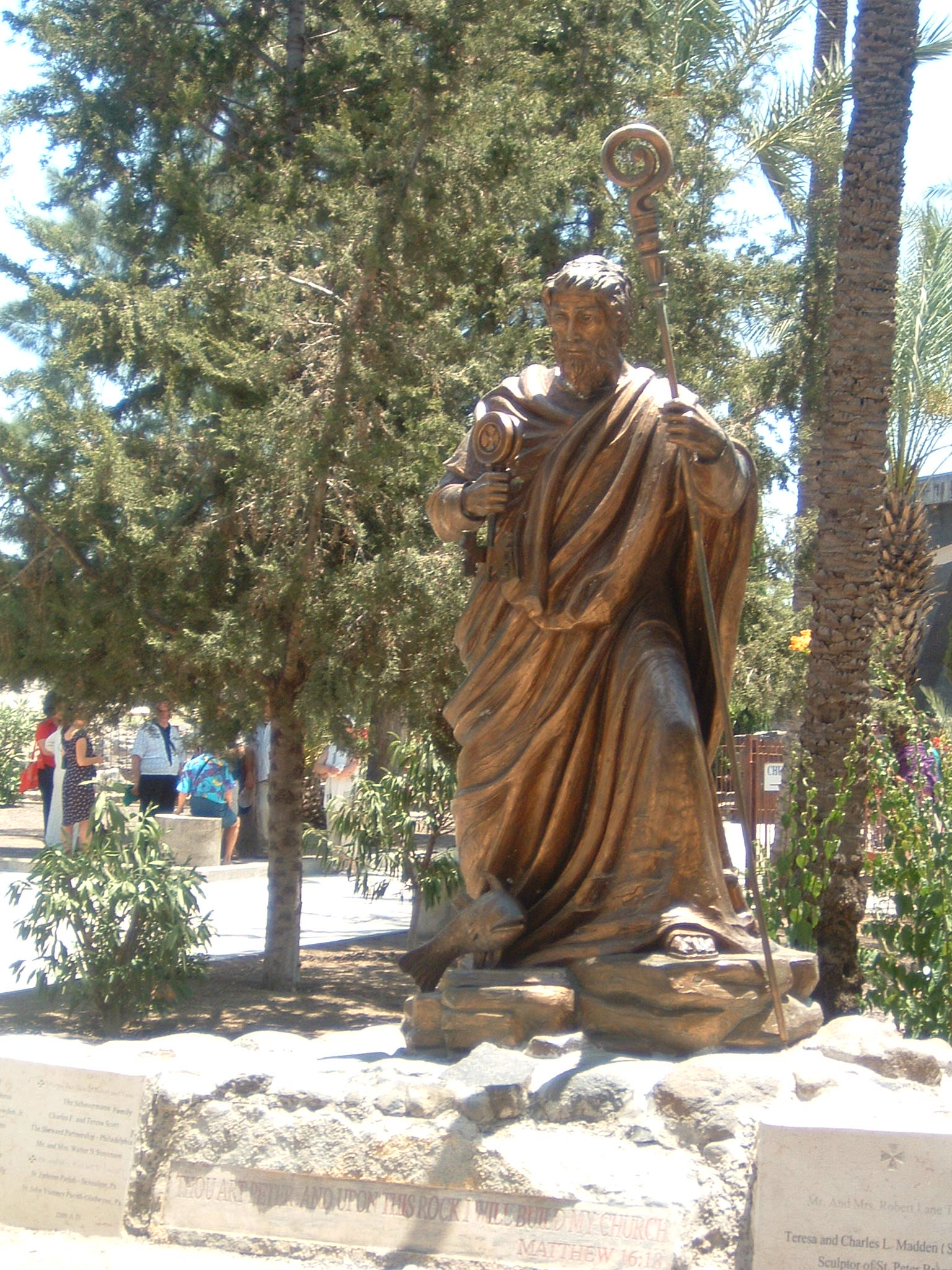
Statua di San Pietro a Cafarnao

Nei vangeli San Pietro è presentato come figlio di Giona o di Giovanni. Tuttavia sembrerebbe che, al tempo di Gesù, il nome del profeta Giona non fosse più in uso. יוֹנָה (Yonah) «Giona» infatti potrebbe essere la rara abbreviazione di “Ἰωάννης (Ioannes)”, «Giovanni». Nel quarto vangelo abbiamo la riprova di una verosimiglianza: «Simone, figlio di Giovanni».
Di lui sappiamo essere fratello di Andrea, anche lui apostolo, ed entrambi furono scelti e chiamati sul lago di Galilea.
Secondo i vangeli, un giorno Gesù guarì a Cafarnao “dalla febbre” la suocera dell'apostolo. L'esistenza di questa suocera ha portato alla conclusione che Pietro fosse sposato, ma nulla si conosce né della moglie né dei figli. Interessante è però ricordare che l'apostolo Paolo allude a una “donna credente" presentata da Cefa che senza dubbio era la moglie. L'autore stesso della lettera solitamente identifica le collaboratrici col titolo di "sorelle" (adelphe) e non "sorelle donne", come sarebbe meglio tradurre "donna credente" (derivando dalle parole greche adelphen gunaika).
La Prima lettera di Pietro si conclude con:
1. un cenno a Silvano, "che io riguardo come un fratello a voi fedele", in cui pistòs adelphòs[17] intende una filiazione spirituale, fratelli in Spirito Santo e verità;
2. un saluto da parte di "Marco, mio figlio" (ho uiòs mou in greco), per il quale non è chiaro se si trovasse a Babilonia, o lì con Pietro pronto per partire via-
3. l'invito a salutarsi "con bacio di carità" per i presenti, che tutti "sono in Cristo".[18]

Secondo Clemente Alessandrino la moglie di Pietro lo seguì nella sua predicazione e morì martire prima di lui.
Gli Atti apocrifi di Pietro copti attribuiscono all'apostolo anche una figlia. L'autore della Passio dei santi Nereo e Achilleo (V-VI circa) la identifica con Santa Petronilla, una martire sepolta nelle catacombe di Domitilla, a causa di un'assonanza col nome dell'apostolo e inserisce nel suo racconto, oltre al citato episodio, un brano secondo cui la giovane, guarita dal suo male, chiesta in sposa dal nobile Flacco, morì placidamente prima di accogliere la sua proposta di matrimonio. La tradizione indica il giorno della sua morte nel 31 maggio, data passata poi nel Martirologio Romano. Tuttavia S. Francesco di Sales afferma che "S. Petronilla, come dimostrato da Baronio e Galonio, era la figlia spirituale di S. Pietro, non la sua vera figlia".

### Condizione economica e culturale
I fratelli Pietro e Andrea vengono presentati nei vangeli, sin dalla loro prima chiamata, come pescatori e più volte li ritroviamo con le barche sul lago di Galilea. Si sa anche che Giacomo e Giovanni di Zebedeo erano, secondo il Vangelo secondo Luca, soci di Simone e difatti saranno "chiamati" subito dopo gli amici. Emblematico in tal senso è il noto episodio della pesca miracolosa, nel quale Pietro è intento a ripulire le reti dopo una dura notte di lavoro senza alcun risultato. Anche dopo la Risurrezione, Gesù apparve a Pietro e ad altri discepoli mentre pescavano nei pressi del lago di Tiberiade.
Dagli Atti degli apostoli emerge un altro aspetto importante della vita di Pietro: la sua condizione culturale. Arrestato con Giovanni e condotto in presenza del Sinedrio, l'apostolo rispose con saggezza al loro interrogatorio, lasciando meravigliati i due giudici che lo credevano senza istruzione e popolano. Pietro veniva definito infatti "agrammatos" cioè poco esperto delle Scritture, senza preparazione scolastica né tantomeno retorica, ma anche "idiotes", cioè popolano, uomo degli strati più bassi.

## Biografia

### Possibile cronologia
| Data      | Passo biblico                                      | Evento |
| --------- | -------------------------------------------------- | --- |
| 5-1 a.C.? | -                                                  | Nascita a Betsaida da Giovanni |
| 14-28     | Mc1,16-20; Mt8,14-15; Lc5,1-11; Gv1,40-42; 21,1-11 | Pietro è sposato a Cafarnao e lavora come pescatore con Andrea, suo fratello, Giacomo e Giovanni di Zebedeo |
| 29?       | Mc1,16-18; Mt10,2; Lc5,10                          | Inizio del ministero pubblico di Gesù. Incontro di Simone con Gesù sul lago di Galilea |
| 30-33     | At2,1-41; At3,1 - 4,31                             | Simon Pietro segue Gesù durante il suo ministero. Passione, morte e resurrezione di Gesù. Pietro diviene capo dei discepoli in seguito alla festa di Pentecoste, viene processato con Giovanni e liberato in seguito. |
| 34-35     | 8,14-25; 10,1-11,18                                | Pietro compie in Samaria una missione con Giovanni. Scontro con Simon mago. Incontro con Cornelio e seconda pentecoste sui pagani.                                                                                    |
| 42        | 12,1-24                                            | Terzo arresto e liberazione di Pietro da parte di Erode Agrippa I |
| 48-51     | Gal2,1-11; 15,1-35                                 | Incidente d'Antiochia e Concilio di Gerusalemme |
| 63-67?    | 1Pt1,1                                             | Pietro scrive la prima lettera ai cristiani del Ponto, della Galazia, Cappadocia, Asia e Bitinia |
| 64-67     | -                                                  | Persecuzione dei cristiani voluta da Nerone. Secondo la tradizione dei Padri della Chiesa fra le vittime vi erano anche Pietro e Paolo                                                                                |

### Apostolo di Gesù

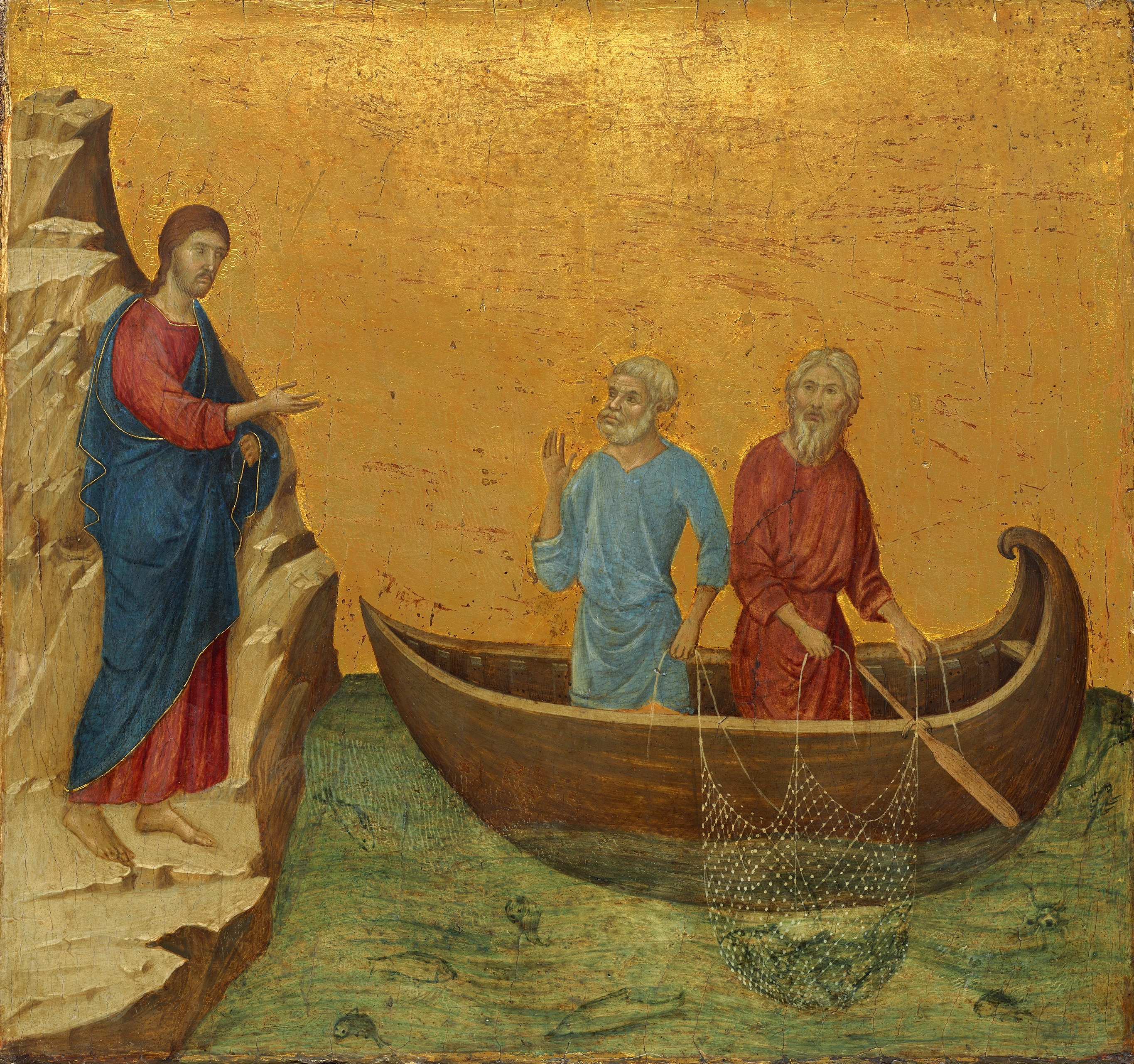
Duccio di Buoninsegna, Vocazione di Pietro e Andrea, tavola dalla predella della Maestà, 1308-1311, National Gallery of Art, Washington, USA

#### La chiamata
Ciò che si definisce la vocazione degli apostoli pone notevoli problemi agli esegeti. Fu in Giudea, nel luogo dove si manifestò il Battista, che, secondo Giovanni, andrebbe situata la prima chiamata, collocabile storicamente nei primi mesi del 28: due discepoli infatti, sentendo Giovanni Battista indicare Gesù come l'Agnello di Dio, gli si avvicinarono e gli chiesero dove abitasse; quindi passarono la giornata con lui. Andrea, il fratello di Simone, era uno dei due discepoli e per primo egli avvertì suo fratello: “Abbiamo trovato il Messia”, e lo condusse da Gesù, il quale, “fissando lo sguardo su di lui, disse: Tu sei Simone, il figlio di Giovanni: ti chiamerai Cefa”, che vuol dire Pietro.
Pietro apostolo è menzionato con il nome di Kephas, non tradotto in ebraico e in lingua greca (Πετρος), anche in Galati 1,18, e in 1 Corinzi 9,5, riguardo all'annuncio della Resurrezione di Gesù.

Matteo situa il nuovo nome dato a Simone in un diverso contesto, quello della “'confessione di Cesarea” e questa differenza nella tradizione sottolinea l'importanza che i primi cristiani davano al nome di Pietro, che non veniva usato come nome di persona nel loro ambiente.
I Sinottici collocano le prime chiamate in riva al mare di Galilea, detto anche lago di Genesaret. Gesù conosceva già Simone e per predicare gli chiese di salire sulla sua barca, invitando poi i pescatori a raggiungere il largo e gettare le reti. Sebbene non avessero pescato nulla nel corso di tutta la notte, Simone obbedì con sollecitudine e ottenne una pesca miracolosa, così abbondante che fu necessario chiamare in aiuto un'altra barca. Sopraffatto, il futuro apostolo cadde ai piedi di Gesù che gli annunciò che da quel momento in poi sarebbe diventato pescatore d'uomini. La risposta dei primi discepoli fu di abnegazione assoluta: “Tirate le barche a terra, lasciarono tutto e lo seguirono”.
Significativo per la comprensione della personalità è il fatto che Pietro si sia unito inizialmente ai discepoli del Battista, che predicava l'avvento di un Messia. Era un periodo storico in cui stava affiorando, in Galilea, una certa insofferenza nei confronti del dominatore romano, e l'idea di un Messia, inteso come capo anche spirituale, che fosse in grado di guidare una riscossa contro Roma, era piuttosto sentita. L'incontro con Gesù, dotato di un notevole carisma personale, nonché di doti taumaturgiche straordinarie e di un comportamento fuori dall'ordinario anche nei confronti delle regole sociali e religiose, dovette indubbiamente segnare un momento molto intenso nella sua vita.

#### Nel numero dei dodici

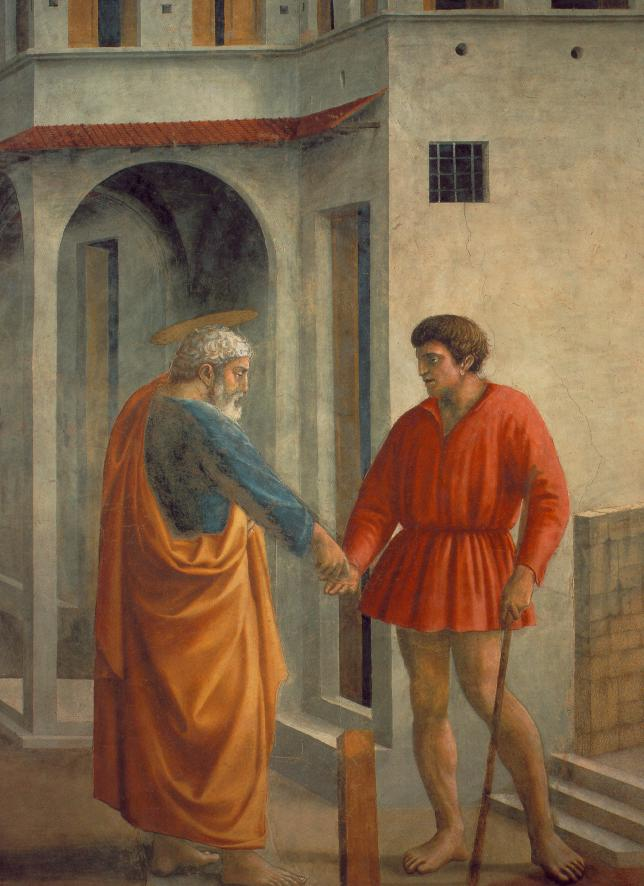
Affresco del Pagamento del tributo di Masaccio (Cappella Brancacci, Firenze)

Pietro risulta dai racconti evangelici, nei quali viene menzionato 114 volte con particolare riguardo prima degli altri apostoli, come un personaggio spontaneo nelle sue reazioni, impetuoso ma anche disposto a comprendere i propri errori e a imparare. Nel celebre episodio della camminata sulle acque Pietro corse incontro al maestro chiedendogli di poter fare lo stesso e imparando a sue spese, sprofondando fra le onde, che per compiere siffatti prodigi è necessaria una fede totale.
Egli, fra i dodici, è anche il più ardito nei suoi discorsi, e spesso parla e agisce a nome loro. All'inizio del ministero di Gesù, andò a cercarlo quando il Maestro si era ritirato nella solitudine del deserto. In più occasioni lo interrogò a proposito delle parabole, implorando da lui una spiegazione o domandandogli a chi fossero destinate, se ai Dodici o alla folla. È d'altronde da lui che gli esattori delle imposte si recarono per reclamare il tributo del Tempio. Pietro stava per comunicarlo a Gesù, che lo prevenne e gli dichiarò che egli stesso era esentato dalla tassa, ma non voleva provocare scandali. Così Gesù inviò Pietro a pescare un pesce nella cui bocca venne trovato uno statere, ossia quattro dracme, che rappresentavano l'ammontare delle due tasse dovute: quella di Gesù e quella di Pietro.
Quando nella folla una donna toccò l'orlo del mantello di Gesù nella speranza di essere guarita e il Maestro domandò: “Chi mi ha toccato?”, Pietro s'affrettò a osservare che la folla lo stringeva da tutte le parti. Sempre Pietro domandò a Gesù sino a quali limiti ci si debba spingere nel perdonare: “Fino a sette volte?”, ricevendo come risposta: "Settanta volte sette".
Mentre si avvicinavano a Gerusalemme, Pietro interrogò Gesù sul fico che aveva maledetto e che l'indomani era stato effettivamente trovato seccato fin dalle radici. Gesù si limitò a rispondere: “Abbiate fede in Dio”. A Gerusalemme fu di nuovo Pietro a informarsi sulla ricompensa che attendeva in cielo coloro che, come lui, avevano lasciato tutto per seguire Gesù. In risposta promise: per questa vita, una famiglia spirituale e dopo la morte, la vita eterna. Davanti al tempio, dopo la predizione di Gesù riguardo alla sua totale distruzione, Pietro convinse Andrea e i due figli di Zebedeo a tentare insieme di ottenere da Gesù la data di questo avvenimento.
Dopo il discorso a Cafarnao sul pane di vita, a seguito del quale parecchi discepoli abbandonarono il maestro, quando Gesù domandò ai dodici se anche loro volevano andarsene, Pietro rispose a nome di tutti dicendo: "Signore, da chi andremo? Solo tu hai parole di vita eterna".

#### Testimone della trasfigurazione
I Vangeli sinottici raccontano che Gesù si allontanò su un monte con Pietro, Giacomo e Giovanni. Là cambiò aspetto mostrandosi ai tre discepoli con uno straordinario splendore della persona e una stupefacente bianchezza delle vesti, e apparvero al suo fianco Mosè ed Elia. Pietro prese la parola dicendo:
Ma Gesù ignorò il suggerimento e chiese di non riferire ad alcuno dell'episodio.

#### La confessione di fede e il primato
(Vangelo secondo Matteo 16,18-19; scritta intorno alla cupola di San Pietro in Vaticano)

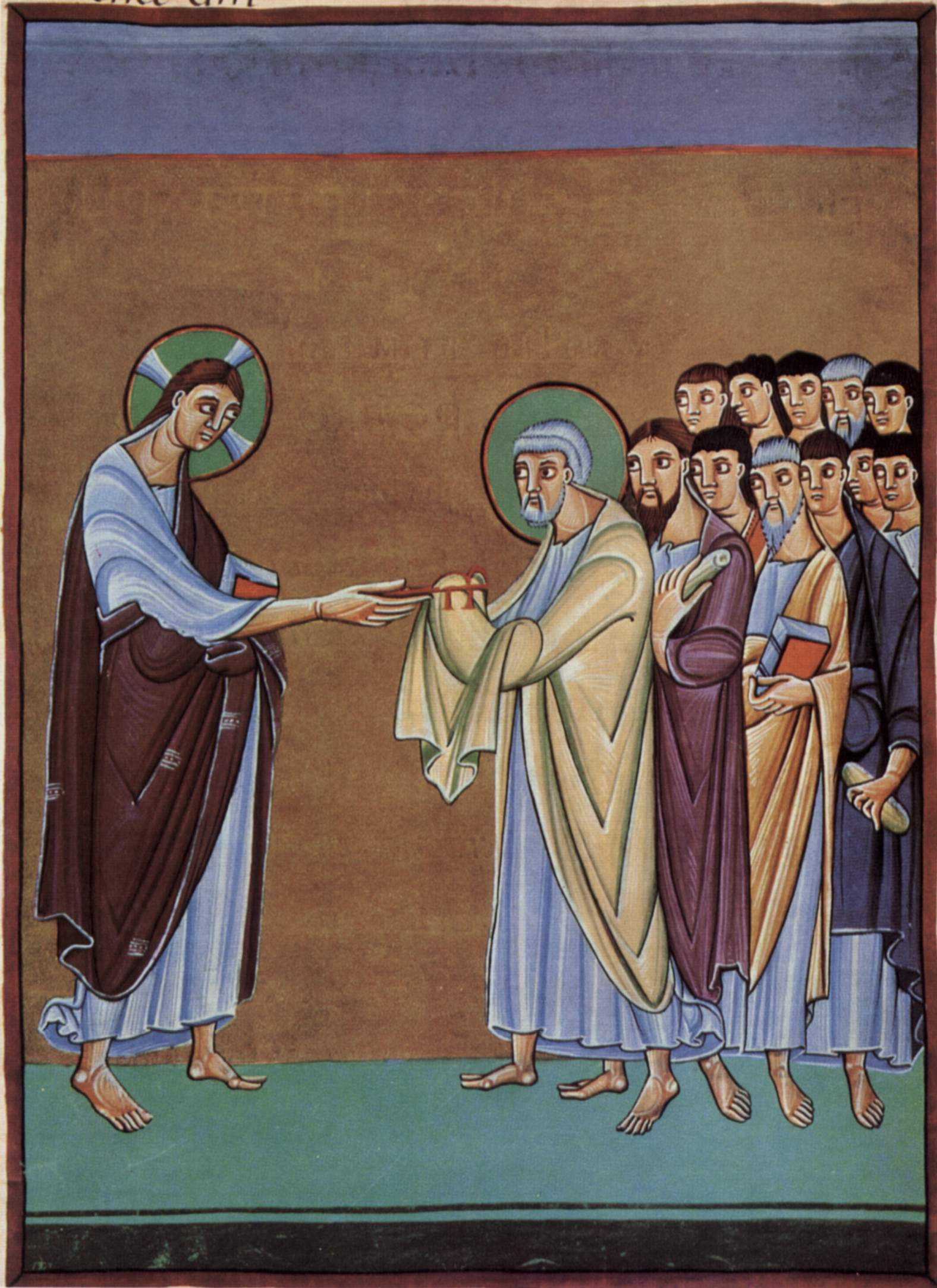
La consegna delle chiavi a Pietro, miniatura dell'XI secolo, Bayerische Staatsbibliothek (Monaco di Baviera)

A Cesarea di Filippo, Gesù interrogò i suoi apostoli su quel che gli uomini dicevano di lui. Vennero varie risposte. Alla fine il Maestro domandò loro: “Voi chi dite che io sia?”. Fu Simon Pietro che, primo tra i Dodici, espresse in termini umani la realtà soprannaturale del Cristo: “Tu sei il figlio del Dio vivente!”.
Gesù in primo luogo proclama: “E io ti dico: tu sei Pietro". Il termine “Chiesa”, tanto frequente sotto la penna di Paolo, nei vangeli appare solo due volte e designa la nuova comunità che Gesù stava per fondare e che egli presenta come una realtà non solo stabile, ma anche indistruttibile. Essa è “edificata” su Simone, che grazie a questo ruolo riceve il nome di Pietro.
Gesù indica quindi i poteri conferiti a Simon Pietro: “A te darò le chiavi del Regno dei cieli e tutto ciò che legherai sulla terra sarà legato nei cieli, e tutto ciò che scioglierai sulla terra sarà sciolto nei cieli”. Il senso di questa immagine, nota alla Bibbia e all'Oriente del tempo, suggerisce l'incarico affidato a un unico personaggio di sorvegliare e amministrare la casa. Pietro è da Gesù nominato "Primo ministro" della sua Chiesa, della quale dovrà governare non solamente la massa dei fedeli, ma gli stessi funzionari.
Il potere di legare e di sciogliere implica il perdono dei peccati, è questa una “grazia”, ha indicato il Pontefice Benedetto XVI “che toglie energia alle forze del caos e del male, ed è nel cuore del mistero e del ministero della Chiesa”, la quale “non è una comunità di perfetti, ma di peccatori che si debbono riconoscere bisognosi dell’amore di Dio e di essere purificati attraverso la Croce di Gesù Cristo”.
Inoltre esso comprende tutta un'attività di decisione e di legislazione, nella dottrina come nella condotta pratica, che coincide con l'amministrazione della Chiesa in generale.

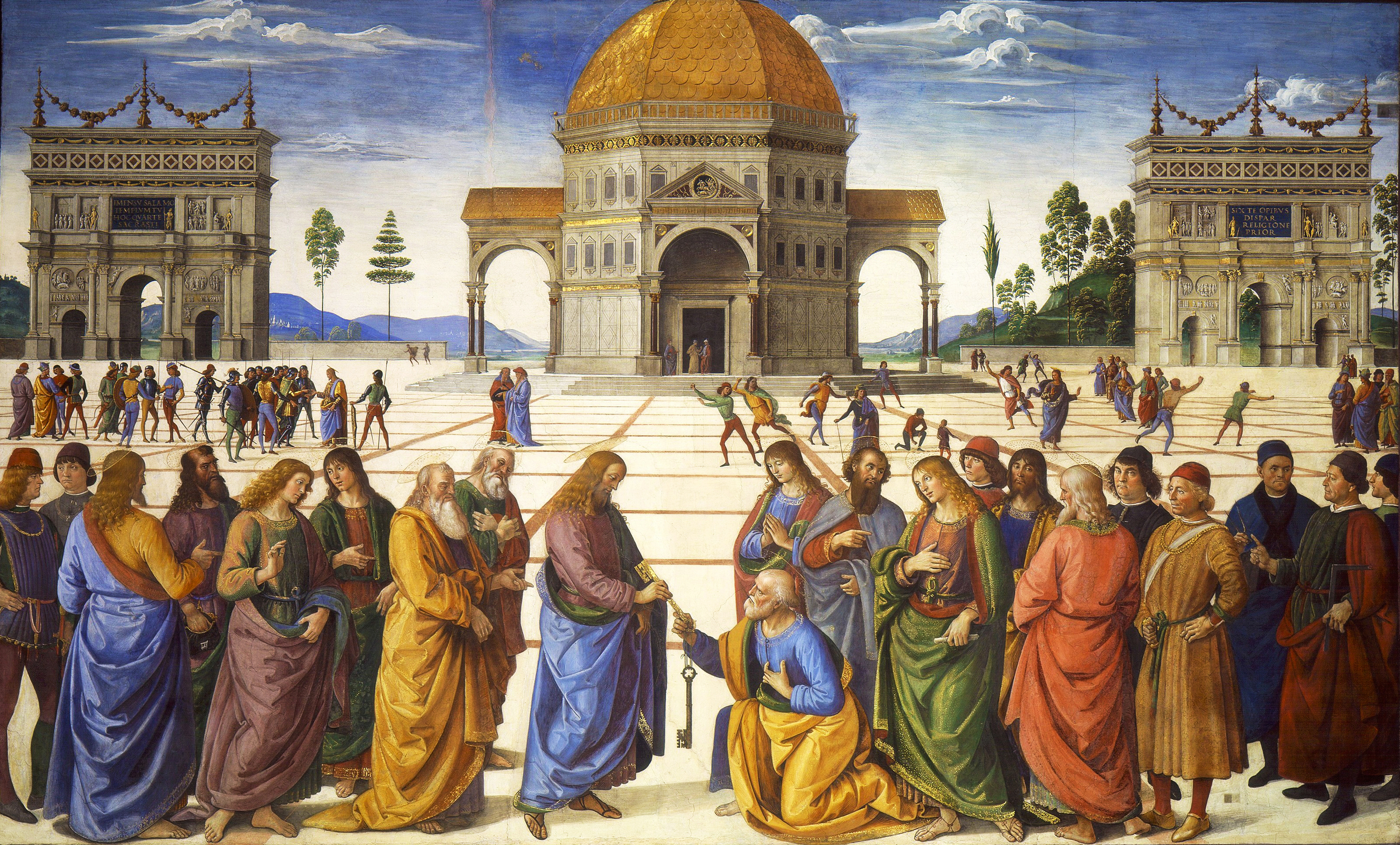
Consegna delle chiavi, affresco del Perugino, Cappella Sistina, Città del Vaticano

I testi del Nuovo Testamento mostrano che Pietro aveva un ruolo privilegiato all'interno della cerchia degli apostoli. Su questo dato sono concordi tutte le confessioni cristiane. Diversa è invece l'interpretazione ecclesiale e teologica di tale dato:
- per la Chiesa cattolica tale primato si estende ai Papi, cioè i vescovi di Roma suoi successori. Le due frasi precedenti vengono infatti interpretate, dalla Chiesa cattolica, come l'atto istitutivo del papato: una funzione da perpetuare nei secoli in una comunità nella quale Pietro e i suoi successori assicurano la stabilità e un potere decisionale che viene direttamente legato alla volontà di Dio e che quindi non può estinguersi fisicamente con Pietro.[61]
- per la Chiesa ortodossa il primato è relativo a ogni singolo vescovo all'interno della sua diocesi. Il vescovo di Roma non ha nulla di diverso dagli altri vescovi.

La Chiesa ortodossa definisce Pietro come "l'apostolo per eccellenza", utilizzando inoltre anche il titolo di Corifeo, cioè direttore d'orchestra, prima voce di un coro. Viene riconosciuto il suo ruolo fondamentale nella vita della prima Chiesa, specialmente nei primi anni a Gerusalemme, ma non viene considerato il suo un "primato" fra gli altri apostoli, non essendo Pietro supremo responsabile nelle questioni relative alla fede o alla morale (e difatti al Concilio di Gerusalemme non è lui a dare le direttive finali ma Giacomo).
Riguardo poi alla frase pronunciata da Gesù: "Tu sei Pietro e su questa pietra edificherò la mia Chiesa", l'interpretazione ortodossa ritiene che il Nazareno si riferisse alla sua professione di fede e non tanto alla persona stessa di Pietro. Presume ciò dal fatto che l'originale greco utilizza il pronome dimostrativo femminile quando viene detto "su questa pietra", mentre correttamente, se fosse stato riferito a Pietro, avrebbe usato il genere maschile.
I Padri della Chiesa ortodossa siriaca erano invece pienamente convinti del primato di Pietro all'interno della primitiva comunità cristiana; basandosi sulla tradizione rabbinica infatti essi vedevano nel nome "Kefa", e dunque roccia, un simbolo vetero-testamentario del Messia. Quando dunque Gesù diede a Simone il nome di Pietro, egli lo investiva di un ufficio parallelo al suo. Afrahat, uno fra i maggiori Padri siriani, credeva perfino che quello fosse un altro nome di Gesù e dunque, secondo i suoi scritti, dando il suo nome all'apostolo egli lo investiva di un ufficio tutto particolare: come Mosè aveva tratto acqua dalle rocce, così da Pietro sarebbe scaturito il suo messaggio fra le nazioni.
- per le Chiese protestanti il primato era valido per la sola persona di Pietro ed è decaduto con la morte dell'apostolo. Secondo la tradizione protestante, Pietro fu sì uno fra gli apostoli più importanti nella direzione della prima comunità cristiana, ma a lui non spettava alcun primato; difatti, non riguardo all'apostolo, Gesù disse "su questa pietra edificherò la mia Chiesa" ma riguardo a sé stesso o, al massimo, riguardo a ciò che Pietro aveva rivelato, cioè "Tu sei il Cristo, il Figlio del Dio vivente".[65] È questa, anche secondo la chiesa di professione Luterana, la pietra angolare alla quale si riferisce Gesù, prendendo a conferma anche un versetto della lettera agli Efesini, nella quale l'apostolo Paolo dichiara che la chiesa è fondata sugli apostoli e i profeti, senza specificare su Pietro.[66] La tradizione protestante rispetta dunque la figura dell'apostolo, alla quale sono stati dedicati parecchi luoghi di culto, ma non ritiene che il suo primato sulla comunità cristiana debba essere ereditato dai pontefici romani.

Le chiese evangelico-protestanti concordano nel ritenere Pietro il capo dei dodici apostoli, ma il suo primato deriverebbe non tanto dalla sua persona, che dai vangeli risulta piuttosto instabile, ma dalla sua professione di fede. Difatti non ignorano che negli Atti degli apostoli il santo abbia un particolare primato all'interno della comunità, ma lo ritengono soltanto uno fra i maggiori fautori della diffusione del cristianesimo, non la "roccia della Chiesa".
La Chiesa di Gesù Cristo dei santi degli ultimi giorni, infine, ritiene sì che Pietro sia il primo capo della Chiesa, ma rifiuta anch'essa la successione papale. Secondo gli scritti di Joseph Smith, Pietro, insieme a Giovanni e Giacomo, scese dal paradiso e conferì le chiavi del sacerdozio di Melchisedec a Joseph Smith e Oliver Cowdery nel 1829, nei pressi della contea di Susquehanna, in Pennsylvania.

### Durante la Passione di Gesù

#### Annuncio della passione e ultima cena

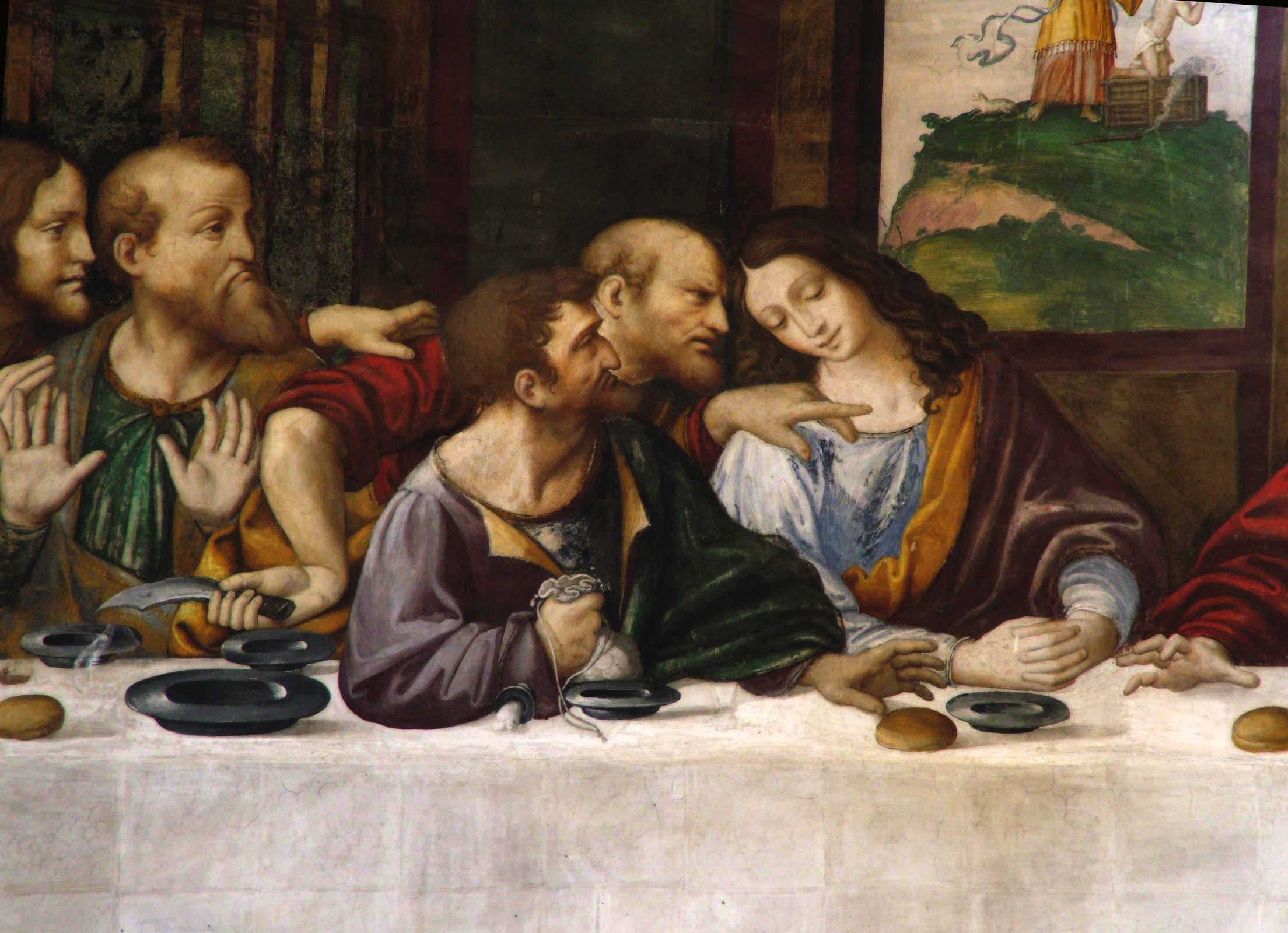
Pietro nell'Ultima Cena attribuita a Cesare da Sesto, allievo di Leonardo da Vinci

Subito dopo l'episodio sopra citato, Gesù comunicò ai suoi apostoli la prima rivelazione della passione che avrebbe dovuto subire. Pietro, prendendolo in disparte, protestò contro questa prospettiva che gli sembrava improbabile dicendo: "Dio te ne scampi, Signore; questo non ti accadrà mai". Ciò gli attirò un severo biasimo: colui che era appena stato consacrato capo della Chiesa si sentì chiamare "Satana", l'avversario, il tentatore, colui che vorrebbe far cadere il Cristo: "Lungi da me, satana! Tu mi sei di scandalo, perché non pensi secondo Dio, ma secondo gli uomini".
Con Giovanni, Pietro è chiamato ai preparativi del pranzo pasquale in cui Gesù istituì l'eucaristia. Giovanni e Luca situano in questa occasione l'annuncio del rinnegamento di Pietro che invece Matteo e Marco collocano un po' più tardi, sulla via del Getsemani. Gesù dichiarò a Simone che Satana cercava in loro la sua preda, ma che egli avrebbe pregato per loro. Gli predisse che avrebbe rinnegato il suo Maestro, ancora prima che il gallo cantasse: la sincerità di Pietro era totale, ma la forza gli sarebbe venuta meno. Nondimeno Gesù l'avrebbe riconfermato nel suo ruolo preminente per il sostegno della fede: "Tu, una volta ravveduto, conferma i tuoi fratelli" (Lc 22,32). È nel corso di quest'ultimo pasto che Gesù annunciò il tradimento di uno dei Dodici, e Pietro fece cenno a Giovanni, che era seduto accanto a Gesù: "Di', chi è colui a cui si riferisce?"(Gv 13,24).
Il Vangelo di Giovanni, che non descrive l'istituzione dell'eucaristia, riferisce un altro episodio verificatosi durante la cena. Gesù s'interruppe per compiere delle funzioni normalmente lasciate a degli schiavi: lavare i piedi dei suoi ospiti. Stupefatto, Pietro protestò con energia ma alla risposta di Cristo: "Se non ti laverò, non avrai parte con me" (Gv13,8), l'ardente apostolo, eccessivo nel consenso come lo era appena stato nel rifiuto, reclamò: "Signore, non solo i piedi ma le mani e il capo"(Gv 13,9).

#### L'arresto di Gesù

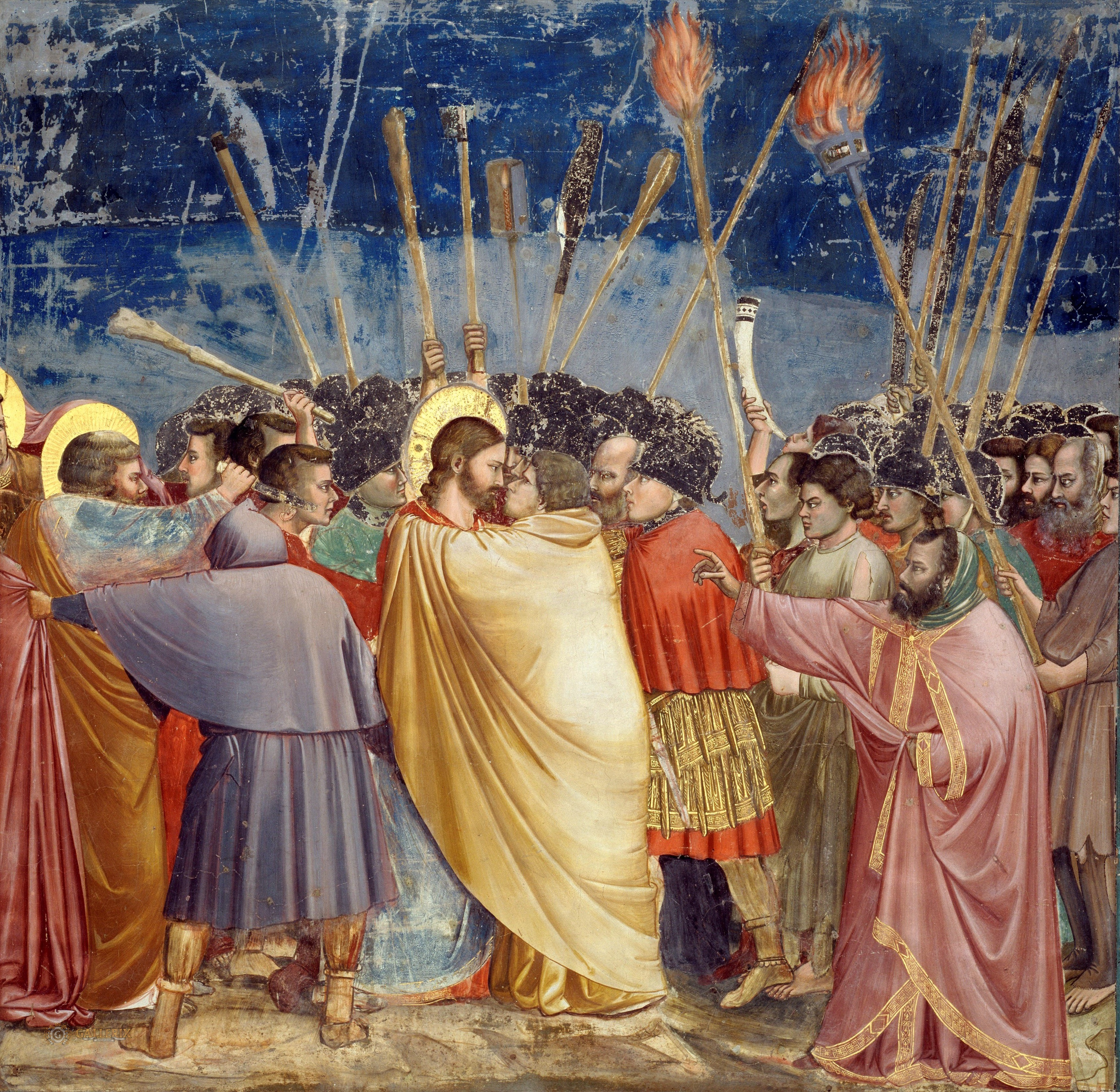
Il Bacio di Giuda di Giotto, Cappella degli Scrovegni, Padova (1304-06). A sinistra si nota Pietro che ferisce all'orecchio un servo.

Ritiratosi nell'orto del Getsemani, Gesù chiese a Pietro, Giovanni e Giacomo di mettersi in disparte con lui per pregare. Essi però, sopraffatti dal sonno e dal vino della cena, caddero addormentati, ricevendo per ben tre volte il rimprovero del maestro che disse loro, e in particolare allo stesso Pietro: "Così non siete stati capaci di vegliare un'ora sola con me? Vegliate e pregate, per non cadere in tentazione. Lo spirito è pronto ma la carne è debole".
Tutti i Vangeli riportano che, al momento dell'arresto di Gesù, uno di quelli che stava con lui tagliò con la spada un orecchio al servo del sommo sacerdote di nome Malco (Mt 26,51; Mc 14,47; Lc 22,50; Gv 18,10). Il Vangelo secondo Giovanni lo identifica in Simone Cefa; Gesù rimprovera il discepolo, dicendo di riporre la spada perché deve bere il suo calice.

#### Il triplice rinnegamento

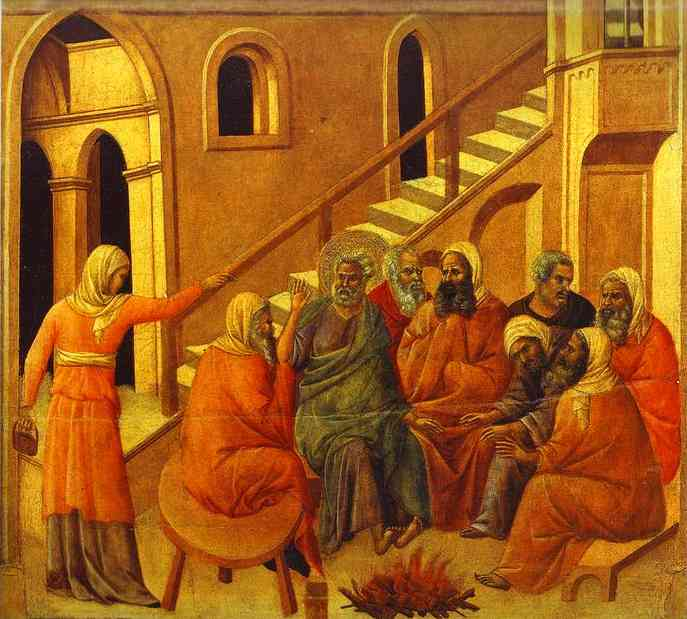
Duccio di Buoninsegna, Rinnegamento di Pietro, tavola dalla Predella della Maestà, 1308-1311, Siena, Museo dell'opera del duomo.

Durante il processo religioso di Gesù, Pietro, seguito secondo Giovanni da un altro discepolo innominato riuscì a intrufolarsi all'interno del cortile della casa del sommo sacerdote. L'apostolo innominato infatti, da molti riconosciuto nello stesso Giovanni, era noto in quell'ambiente e riuscì a entrare insieme a Pietro, che venne però riconosciuto da una serva (su questo concordano tutti e quattro i Vangeli. Giovanni sottolinea che la donna era la portinaia), la quale dichiarò davanti a tutti che il nuovo arrivato era uno dei discepoli di Gesù. Il pescatore di Cafarnao, sicuro di essere stato scoperto, giurò pubblicamente di non conoscerlo. Recatosi nell'atrio dove, come testimoniano Luca e Giovanni, era stato acceso un fuoco dalle guardie e dai servitori del sommo sacerdote, Pietro venne nuovamente riconosciuto, questa volta da un'altra serva, ma negò di nuovo la sua appartenenza al seguito del maestro.
Più tardi Pietro venne nuovamente riconosciuto dalla gente intorno al fuoco, a causa del suo accento che lo identificava come appartenente alla cerchia dei galilei. Uno di essi, secondo il resoconto di Giovanni, era stato perfino presente al momento dell'arresto e l'aveva riconosciuto come colui che aveva ferito all'orecchio Malco. Senza via d'uscita, Pietro rinnegò una terza volta il Maestro. Sentito nello stesso istante il canto del gallo (due volte in Marco), ricordandosi le predizioni di Gesù (che secondo Luca egli incontrò subito dopo) riguardo al suo tradimento, l'apostolo fuggì via piangendo amaramente, fatto che è testimoniato allo stesso modo nei tre vangeli sinottici.

### Durante le apparizioni del risorto

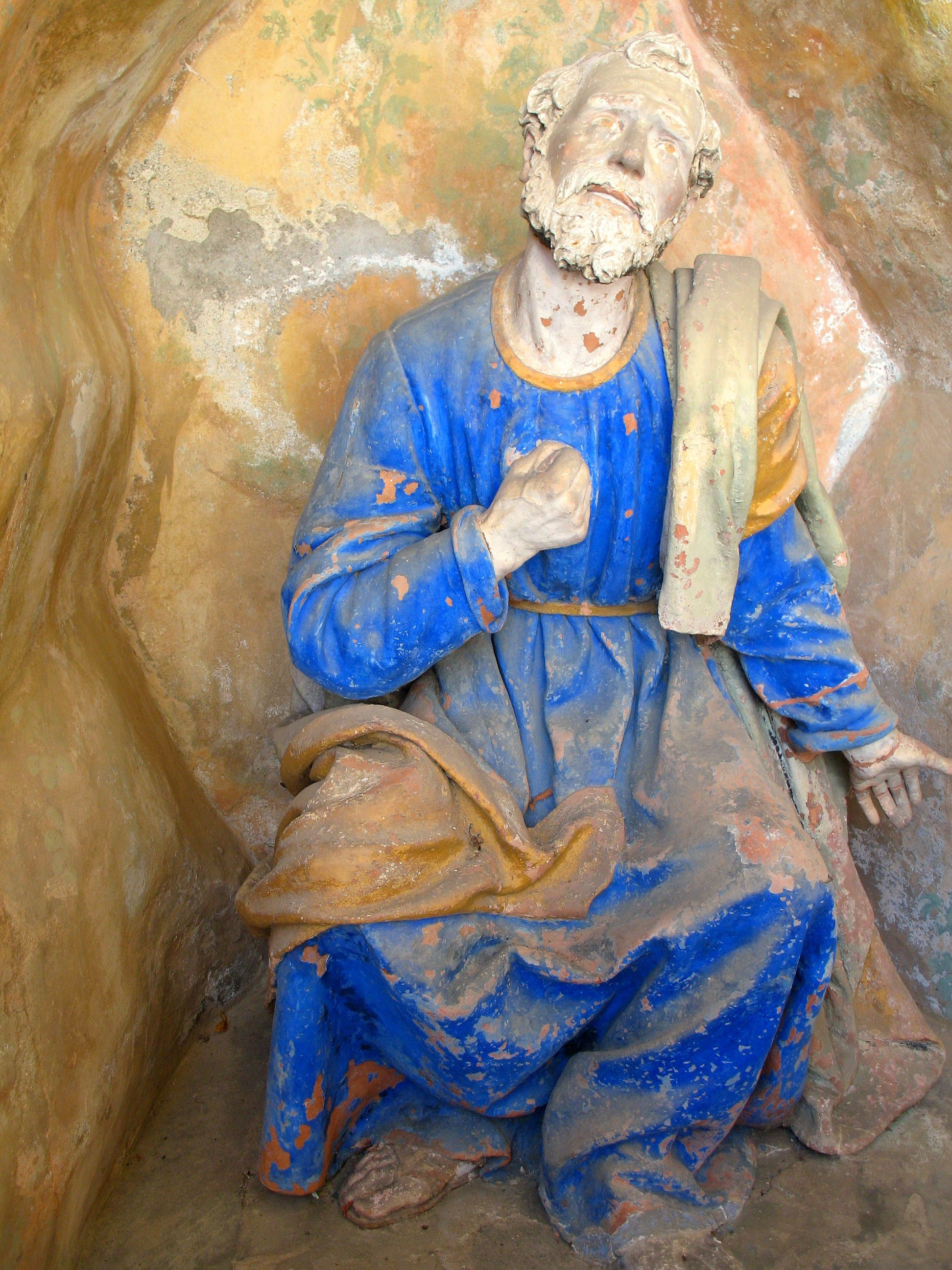
Giovanni d'Enrico: Il pentimento di san Pietro, statua in terracotta (1639) - Sacro Monte di Varallo

Dopo il triplice rinnegamento, i Vangeli abbandonano la figura di Pietro e non ci riportano ciò che egli fece durante la passione del Maestro. Lo ritroviamo soltanto la mattina di Pasqua: avvertito da Maria Maddalena che il corpo di Gesù era scomparso, Pietro corse al sepolcro con il discepolo che Gesù amava e lì trovò soltanto le bende di lino e il sudario che avevano avvolto il cadavere. Il Vangelo di Luca e la lettera di San Paolo ai Corinzi narrano che Pietro fu tra i primi ai quali Gesù risorto apparve. In seguito anche lui condivise con i compagni le apparizioni nel Cenacolo e sul mare di Galilea.
Secondo il vangelo di Giovanni, Pietro e altri sette apostoli, passato il tempo delle apparizioni del risorto, tornarono sul lago di Tiberiade alle loro mansioni di pescatore. Un mattino, mentre albeggiava, dopo una notte passata insonne e senza aver preso nulla, videro un uomo a riva che consigliò loro di gettare le reti dalla parte destra della barca. Seguendo i consigli dello sconosciuto essi presero una moltitudine di pesci; riconoscendo dunque in lui il maestro, Pietro si gettò in mare verso Gesù. Quando tutti furono tornati a terra, Gesù li invitò ad arrostire i loro pesci e a dividere con lui il pasto, quindi si rivolse direttamente a Pietro e per tre volte gli chiese: "Simone di Giovanni mi vuoi bene?".
La ripetizione della stessa domanda sconcertò l'apostolo, il quale insistette, e la terza volta, con una toccante umiltà disse: "Signore, tu sai tutto; tu sai che ti voglio bene". La triplice protesta, secondo l'esegesi cristiana, serviva da contrapposizione al triplice rinnegamento nella tragica notte dell'arresto in casa di Caifa. Pietro si sentì quindi predire in parole velate il martirio che lo attendeva in età avanzata. Dopo di che Gesù lo invitò a seguirlo, e vedendo che anche il discepolo amato seguiva le loro orme, Pietro interrogò Gesù sul destino di costui, ma la risposta fu alquanto enigmatica.
Nel luogo di questa apparizione vi è oggi una cappella in basalto detta "il Primato di Pietro", che si erge su di uno scoglio a strapiombo sul lago, accessibile per il tramite di una scala scolpita nella roccia, che scende sino a una caletta. Eteria, una pellegrina proveniente dalla Spagna, che riferisce del suo viaggio nei luoghi santi in una cronaca risalente alla fine del IV secolo, cita "la scala dove stava il Signore". La cappella attuale, che risale al 1935, ha sostituito un antico santuario, spesso riedificato dopo il passaggio di Eteria, e che si chiamò a lungo "la chiesa dei dodici apostoli", perché si supponeva che Cristo vi avesse battezzato i suoi discepoli.

### Predicazione del Vangelo

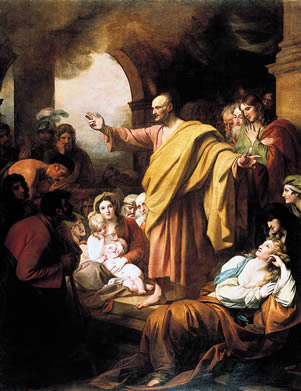
Predica di Pietro dopo la Pentecoste di Benjamin West

#### La Pentecoste
Sin dai giorni immediatamente successivi all'ascensione di Gesù, Pietro assunse il comando del piccolo gruppo degli apostoli. Ricordando il tradimento e la morte di Giuda, egli provvide alla sostituzione del traditore con un uomo che sarebbe divenuto, con gli undici, testimone della Risurrezione, eleggendo così tramite sorteggio un tale chiamato Mattia.
Il discorso di Pietro, immediatamente successivo alla discesa dello Spirito Santo sugli apostoli, comincia con una lunga citazione dal profeta Gioele con cui spiegare alla folla stupefatta il miracolo per il quale i dodici parlavano in tutte le lingue della terra: “Io effonderò il mio Spirito sopra ogni uomo e diverranno profeti i vostri figli e le vostre figlie; i vostri anziani faranno sogni e i vostri giovani avranno visioni... Chiunque invocherà il nome del Signore sarà salvato”.
Pietro applicò al Cristo l'ultima frase della profezia e collegando immediatamente la morte e Pasqua, la sua Ascensione e l'effusione dello Spirito alla quale hanno assistito, egli dichiarò che Gesù era salito al cielo, e che aveva effuso lo Spirito come gli astanti stessi potevano vedere. Pietro consigliò dunque loro di pentirsi e farsi battezzare in nome di Cristo. Molti compresero che avendo partecipato alla crocifissione dovevano riparare, accettare la penitenza e il battesimo tanto che quel giorno vi furono tremila conversioni.

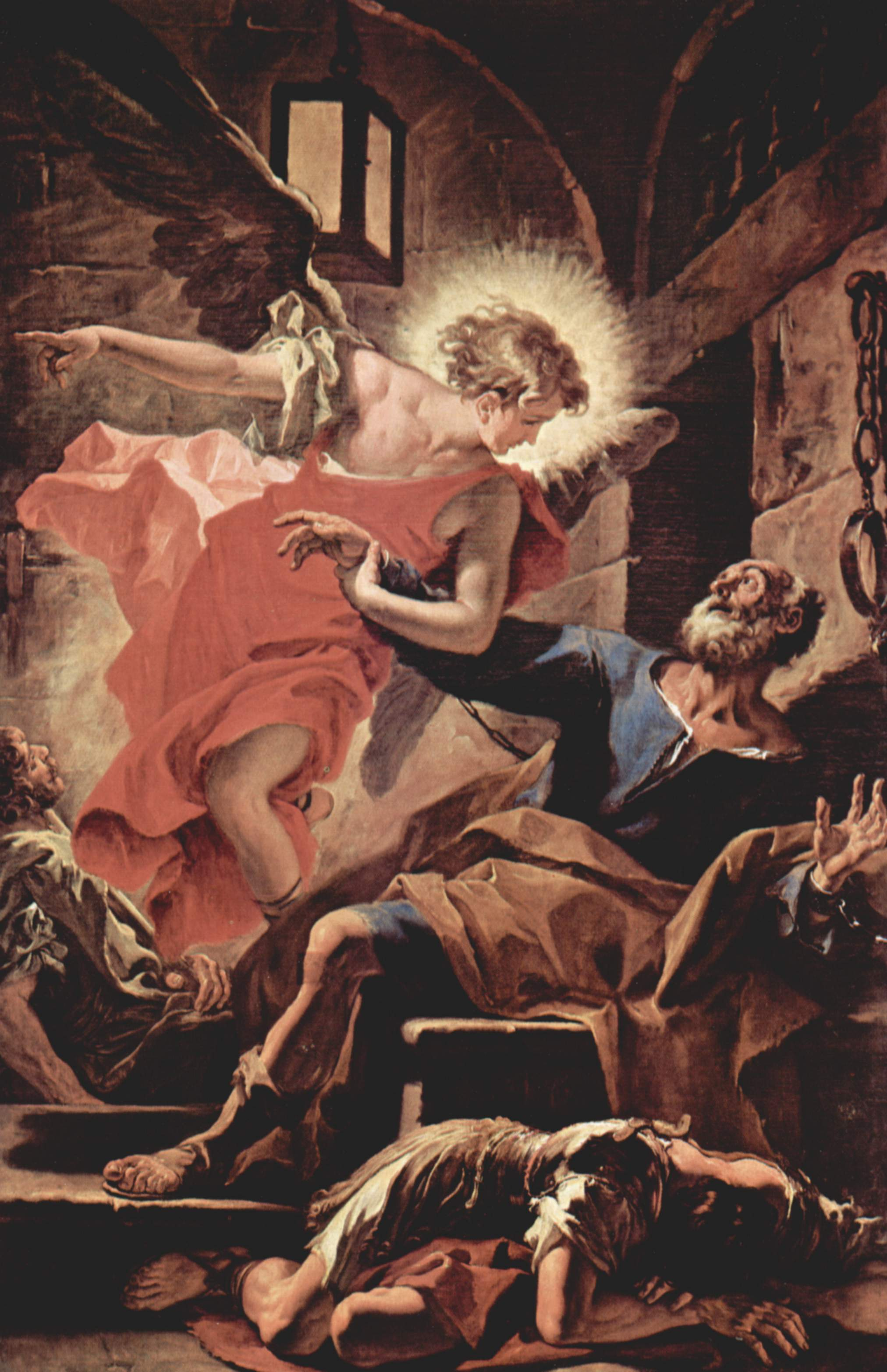
Un angelo aiuta Pietro a evadere, dipinto di Sebastiano Ricci, 1710, Trescore Balneario, Chiesa di San Pietro.

A questa prima predicazione seguì il primo miracolo dell'apostolo: nel nome di Gesù, Pietro restituì la salute a uno storpio che chiedeva l'elemosina. Poiché l'evento suscitò un grande concorso di popolo, Pietro da questo segno trasse profitto per annunciare la buona novella dichiarando che era stata la fede in Gesù ed essa sola, ad aver guarito lo zoppo. Anche qui Pietro invitò al pentimento e alla conversione, sottolineando per gli Ebrei che lo ascoltavano che Gesù era il compimento della promessa fatta ad Abramo e degli oracoli dei profeti. Questa nuova ondata contò circa cinquemila convertiti. (cf. Atti degli Apostoli, capitolo 3)

#### Primo arresto
Mentre Pietro parlava al popolo, con Giovanni al suo fianco, fu arrestato dai sacerdoti e dai sadducei: vennero entrambi gettati in prigione perché era già tardi e sarebbero stati convocati davanti al Sinedrio solo l'indomani. Pietro allora, forte della sua fede, proclamò ancora che aveva guarito il paralitico solo nel nome di Gesù. I sinedriti ne furono sconcertati: ritenevano Pietro e Giovanni uomini semplici, ma vedendo con quale autorità Pietro sapesse parlare restarono attoniti e più ancora li sorprese la presenza, inconfutabile, del miracolato. Essi decisero semplicemente di vietare a Pietro e Giovanni di prendere la parola e di insegnare in nome di Gesù, ma i due apostoli rifiutarono di obbedire. Esaurito ogni argomento e sentendosi impotenti davanti all'entusiasmo che si scatenava intorno al taumaturgo, i sinedriti lasciarono andare gli apostoli. (cf. Atti degli Apostoli 4,1-31)

#### Dal secondo al terzo arresto

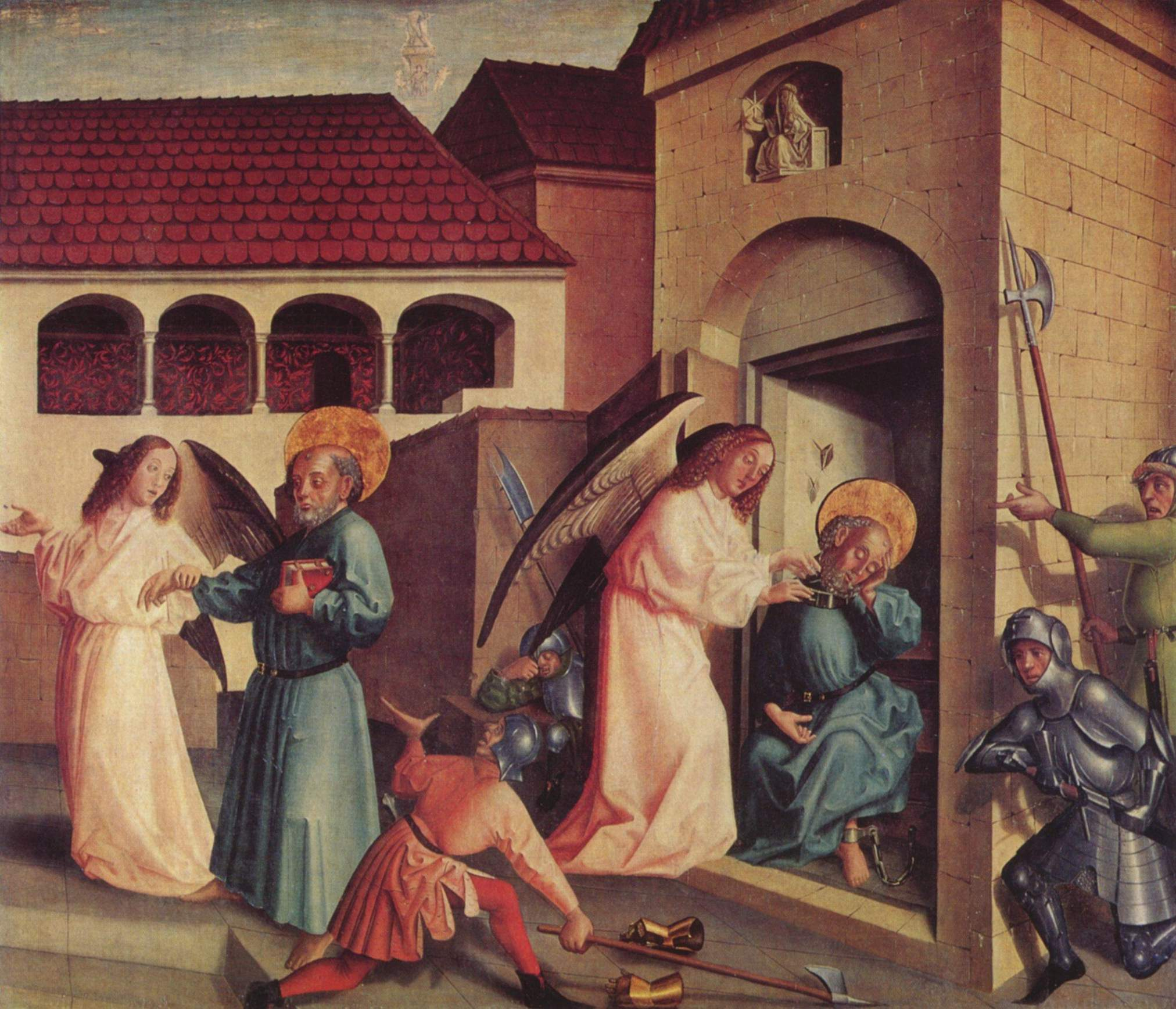
Pietro liberato da un angelo dal carcere, tavola di Konrad Witz (XV secolo)

Gli Atti sottolineano come intanto i segni e i miracoli si moltiplicavano. Anania e sua moglie Saffira, che avevano mentito ai cristiani, furono smascherati da Pietro e caddero morti ai suoi piedi. La folla si accalcava intorno agli apostoli come un tempo in Galilea intorno al Maestro. I malati venivano portati lungo la via dove passava Pietro affinché “anche solo la sua ombra coprisse qualcuno di loro”. (cf. Atti degli Apostoli 5,1-16)
L'ira del sommo sacerdote e dei sadducei si manifestò allora di nuovo: ciò che non avevano saputo ottenere con la persuasione lo avrebbero imposto con la forza, e Pietro e Giovanni vennero nuovamente arrestati. Ma, secondo le Scritture, un angelo li liberò durante la notte. Quando i loro persecutori li vollero convocare per interrogarli, appreso che i prigionieri erano nel Tempio, intenti a insegnare, li fecero ricondurre davanti a loro, ma, adirati per la tranquilla ostinazione dei due apostoli, furono calmati solo dall'intervento di Gamaliele. (cf. Atti degli Apostoli 5,17-42)
Venuti a sapere che la Samaria contava ormai molti cristiani, grazie alla predicazione del diacono Filippo, gli apostoli mandarono ai nuovi convertiti Pietro e Giovanni, che erano autorizzati a imporre le mani, perché ricevessero lo Spirito Santo. Tra loro vi era Simon Mago (il cui nome sarà legato al peccato di “simonia” o commercio dei sacramenti), al quale Pietro fece comprendere che il denaro non avrebbe mai potuto acquistare il potere d'invocare lo Spirito Santo. (Atti degli Apostoli 8,1-25)
Dopo la sosta in Samaria, Pietro fece ritorno alla pianura costiera. A Lidda guarì Enea, un paralitico; a Giaffa risuscitò una discepola di nome Tabita. I due prodigi guadagnarono alla fede molti abitanti delle due città. A Giaffa, Pietro abitava presso un conciatore di pelli. Mentre si trovava lì ebbe il privilegio di una visione: vide una grande tovaglia su cui si trovavano in gran quantità alimenti che la Legge di Mosè dichiarava impuri. Pietro venne invitato a mangiarli, e alle sue proteste una voce gli disse: “Ciò che Dio ha purificato tu non chiamarlo più profano”.
Poco dopo Pietro fu chiamato presso un pagano, il centurione Cornelio, che a sua volta era stato spinto da una visione a convocarlo. E mentre Pietro gli parlava, lo Spirito Santo calò sul centurione e sui suoi compagni, come in una nuova Pentecoste.
Nel frattempo Erode Agrippa I aveva cominciato una persecuzione contro i cristiani e fatto giustiziare Giacomo, fratello di Giovanni, che fu dunque il primo degli apostoli a subire il martirio. Essendosi così attirato il favore dei Sinedriti, Erode decise di fare arrestare anche Pietro, ma nuovamente un angelo apparve in carcere e svegliò il prigioniero e lo condusse fuori; Pietro obbedì come in sogno ai suoi ordini risvegliandosi soltanto quando fu fuori dalla prigione. Si recò allora alla casa di Maria, madre di Marco, dov'era radunato un certo numero di fedeli in preghiera e costoro stentarono a credere ai loro occhi. Lo stupore e la confusione furono ancora più grandi nel campo di Erode, il quale fece imprigionare i carcerieri, in conformità con l'usanza del tempo per cui le guardie che lasciavano evadere un prigioniero incorrevano nella sua stessa pena.

#### L'incidente d'Antiochia

Santi Pietro e Paolo di El Greco, Museo Ermitage, San Pietroburgo

Dopo questa liberazione miracolosa, gli Atti degli Apostoli si limitano ad annotare che Pietro uscì e si incamminò verso un altro luogo. Il Nuovo Testamento tace su questa parte della vita dell'apostolo. Per taluni l'“altro luogo” sarebbe Roma, dove Pietro avrebbe cercato rifugio durante la persecuzione di Erode Agrippa, nel 44; per altri, Antiochia, dove egli avrebbe soggiornato e dove si scontrò a quel tempo con Paolo, in un "incidente" che questi riferisce nel secondo capitolo dell'epistola ai Galati: fino a quel momento Pietro frequentava i pagani e mangiava con loro, ma all'arrivo di alcuni giudei, provenienti da Gerusalemme, per timore si allontanò da loro e si attenne alle prescrizioni mosaiche. Paolo gliene mosse vivo rimprovero poiché questo atteggiamento era contrario al pensiero cristiano, pur rendendogli omaggio come capo del gruppo apostolico.
Gli Atti degli apostoli li collocano insieme a Gerusalemme al tempo del primo concilio della giovane Chiesa nel 49-50. La questione del centurione Cornelio, il primo non circonciso (e quindi considerato impuro dall'ebraismo) a entrare nella comunità dei cristiani, aveva suscitato diverse polemiche tra le varie chiese, che all'epoca erano ancora abbastanza autonome. La posta in gioco era fondamentale: per l'accesso alla nuova fede era sufficiente il battesimo o era necessario il prerequisito della circoncisione? In termini più generali (e tutt'altro che trascurabili): il cristianesimo poteva aprirsi all'ecumene o doveva rimanere un destino eventualmente limitato ai soli Ebrei?
I cristiani di origine ebraica di Antiochia sollevarono animatamente la questione, e investirono Paolo e Barnaba dell'incarico di rappresentare le loro istanze a Gerusalemme, nell'incontro con Pietro, fautore invece della tesi ecumenica, che prevedeva l'universalità della vocazione cristiana per un'indifferenziata dispensa della grazia; evidente in ciò l'esperienza del centurione Cornelio.
Come linea di mediazione, i cristiani della chiesa di Gerusalemme ammettevano l'accesso dei pagani, purché preventivamente passassero per la fase della conversione alla legge di Mosè. La linea di Pietro prevalse decisamente, solo attenuata e mediata da Giacomo che, essendo il responsabile della chiesa cristiana di Gerusalemme, era a più stretto contatto con gli ambienti ebraici: accesso anche ai pagani purché si adeguassero a quelle norme e condizioni delle leggi ebraiche riconosciute e applicate anche dai cristiani-giudaici (non cibarsi della carne offerta nei sacrifici, divieto di matrimonio fra parenti, non mangiare animali morti per soffocamento, ecc.).
La decisione orientò l'intero avvenire della Chiesa, poiché ormai giudei e gentili avrebbero avuto gli stessi, identici diritti.
Il concilio di Gerusalemme è l'ultima apparizione di Pietro nel libro degli Atti. Egli era il portavoce dei discepoli e la comunità primitiva appare fondata su di lui; ma il prestigio di Giacomo a Gerusalemme andò aumentando e, al tempo dell'ultimo viaggio di Paolo a Gerusalemme, Giacomo è il solo citato. È probabile che l'apostolo Pietro si sia recato a questo punto ad Antiochia e vi abbia soggiornato circa sette anni; è infatti considerato il fondatore della Chiesa di Antiochia.

#### La missione petrina

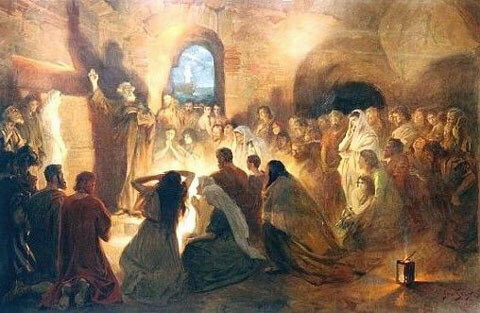
"Pietro predica nelle catacombe" di Jan Styka

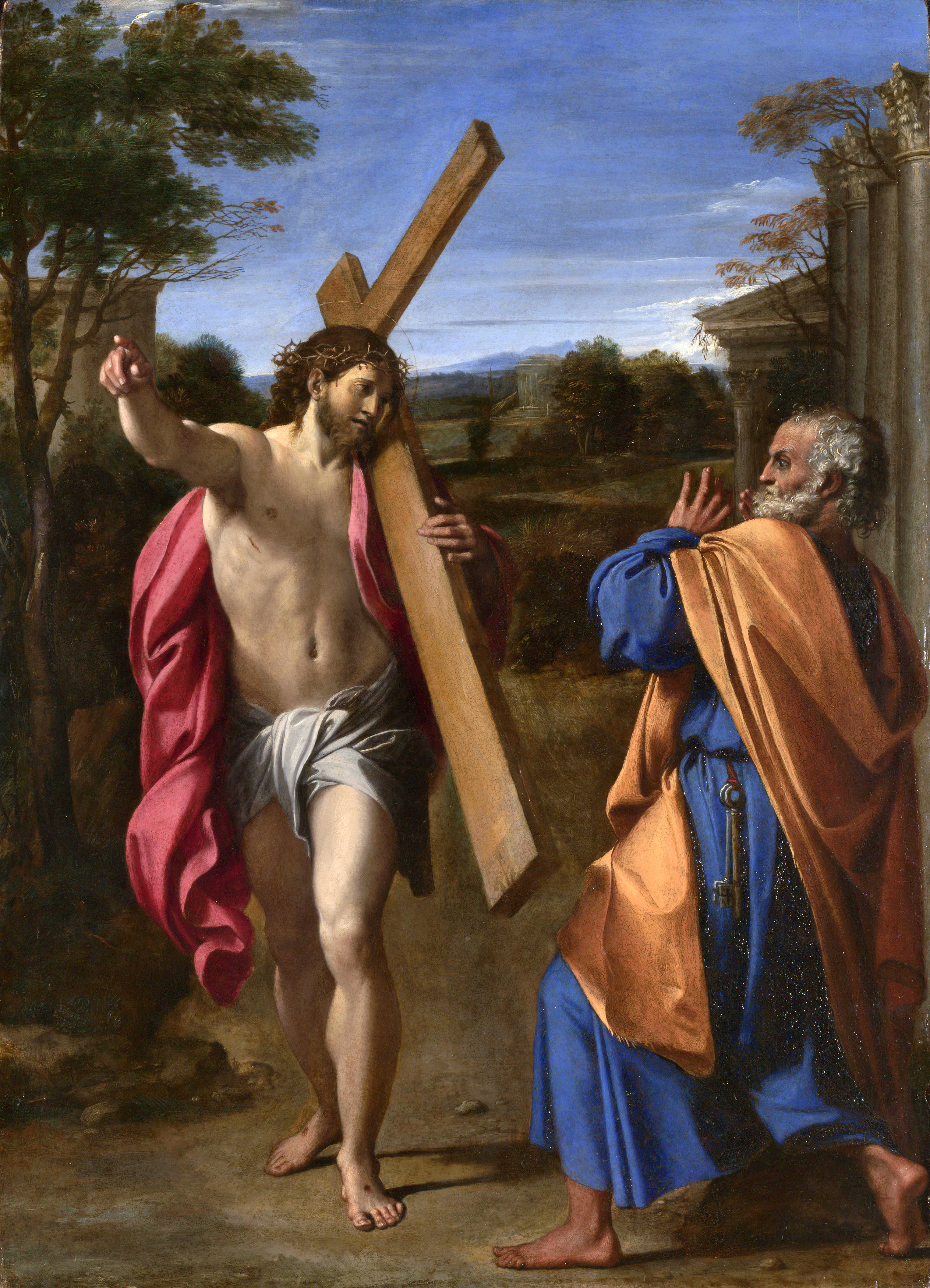
Domine, quo vadis?, di Annibale Carracci (1601-1602), Londra, National Gallery

Una tradizione del II secolo, confermata anche da Girolamo e da tutta la letteratura patristica cristiana, considera infatti l'apostolo il primo capo della comunità cristiana di Antiochia (non vescovo in quanto tale carica era inesistente all'epoca), tanto che già nei primi secoli la Chiesa romana celebrava il 22 febbraio la festa della Cattedra di San Pietro, la cui denominazione completa era appunto: Natalis cathedrae sancti Petri apostoli qua sedit apud Antiochiam. La circostanza è coerente anche perché nella prima metà del I secolo la Provincia Siriana era il centro della nascente religione cristiana, come è dimostrato dalla contemporanea presenza di Saulo a Damasco e di Giacomo a Gerusalemme. La prima epistola di Pietro è indirizzata a cinque Chiese dell'Asia Minore, il che conferma la sua opera evangelizzatrice della regione medio orientale.
Probabilmente si recò anche a Corinto, poiché Paolo vi segnalò dei partigiani di Pietro. Anche in questo caso una testimonianza del II secolo li individua entrambi come fondatori della chiesa locale. Le tradizioni agiografiche parlano di un successivo e definitivo viaggio verso Roma. In questo caso, l'Apostolo lo si considera sbarcato sulle coste pugliesi, seguendo le antiche rotte romane. Le città nella Puglia che vantano la fondazione petrina delle proprie diocesi sono Otranto, Leuca, Taranto e Lucera. Prima di raggiungere Roma, Pietro avrebbe ordinato il giovane diacono Cesario a Terracina.

#### A Roma
È probabile che Pietro abbia predicato anche a Roma: Papia vescovo di Gerapoli, citato da Eusebio, testimonia che Pietro predicò a Roma all'inizio del regno di Claudio (42), e che i suoi ascoltatori chiesero a Marco che mettesse per iscritto gli insegnamenti che avevano ascoltato a voce. Eusebio aggiunge che l'episodio è raccontato da Clemente Alessandrino nel VI libro delle Ipotiposi. Anche Ireneo ricorda che Matteo aveva scritto il suo vangelo mentre Pietro e Paolo evangelizzavano Roma. Ulteriori documenti che riferiscono gli avvenimenti succedutisi dall'arrivo di Pietro nella città eterna fino al suo martirio sono nei testi apocrifi, denominati "Atti di Pietro" (composti in greco nella seconda metà del II secolo), di contenuto abbastanza favolistico e senza dubbio poco fedeli alla realtà: testimonianza comunque di una devozione molto antica che vedeva in Pietro il padre evangelizzatore della città eterna.
Secondo Lattanzio Pietro andò a Roma quando già Nerone era salito al trono, dunque dopo il 54. Ma quel che stupisce è la mancanza di riferimenti a Pietro negli Atti degli apostoli (che narrano anche la permanenza di Paolo a Roma) e nelle lettere ai Colossesi e a Filemone, nelle quali Paolo ringrazia i compagni che lo sostengono a Roma.
Antiche tradizioni lo fanno ospite nella casa del senatore Pudente (sulla quale oggi sorge la Basilica di Santa Pudenziana sua figlia, dove è conservata la tavola sulla quale l'apostolo avrebbe celebrato l'eucaristia) e nella casa, sull'Aventino, di Aquila e Priscilla (sui cui resti è stata edificata la chiesa di Santa Prisca). Anche l'attuale basilica di San Sebastiano fu venerata da tempi antichissimi come Domus Petri, e un'iscrizione del papa Damaso all'interno della chiesa attesterebbe che lì abitarono Pietro e Paolo. Ugualmente la basilica di Santa Maria in Via Lata sorgerebbe proprio dove vi era una casa in cui abitarono Pietro, Paolo e Luca, che qui scrisse gli Atti degli apostoli. Si ricorda poi la località ad nymphas sancti Petri, sulla via Nomentana, presso il cimitero dell'Ostriano, dove secondo la tradizione l'apostolo battezzava i fedeli.
A Roma ebbe fine, secondo antiche tradizioni, lo scontro fra Pietro e il mago Simone di cui parlano anche Eusebio di Cesarea e Giustino.

#### La disputa con Simon Mago

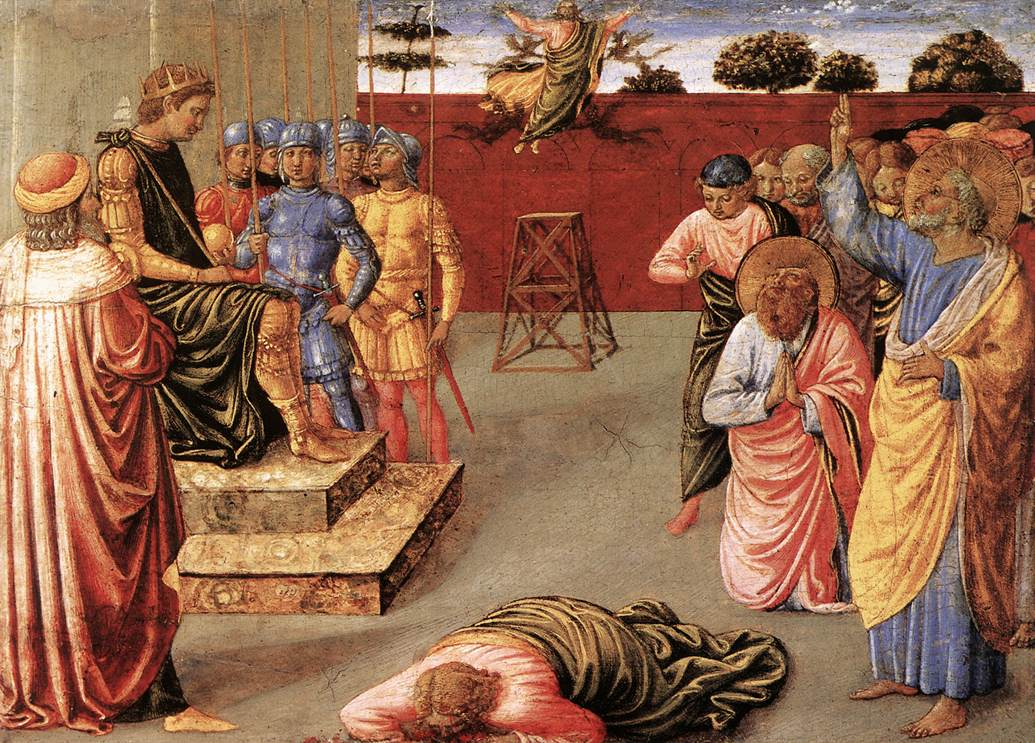
La caduta di Simon Mago di Benozzo Gozzoli (Royal Collection, Hampton Court, U.K.)

Secondo la loro testimonianza questi era giunto a Roma al tempo di Claudio e Pietro l'aveva seguito proprio per confutare le sue teorie. Giustino fu il primo a parlare di una statua in onore a Simon Mago, durante il regno di Claudio (41-54 d.C.), con l'iscrizione Simoni deo sancto (Apol. I, 26 e 56). Ireneo, Tertulliano, Eusebio e altri scrittori dipendono da lui. Negli Atti di Pietro viene detto che fu lo stesso Simon Mago a persuadere l'erezione di una statua con l'iscrizione A Simone, novello Dio (cap. 7). Nel 1574, nell'isola Tiberina e precisamente tra i due ponti, si è trovato un piedistallo conservato ora in Vaticano nella Galleria Lapidaria con l'iscrizione seguente: Semoni Deo Sancto Fidio sacrum. L'errore dell'apologeta Giustino sembra evidente, poiché nel caso del piedistallo la divinità in questione (Semoni) è un antico nume sabino. Eusebio sottolinea inoltre che Simone era noto per la sua vita immorale, famoso per i prodigi della sua magia, che gli conquistarono la fama del popolo che edificò in suo onore perfino una statua su cui era inciso "Semoni Deo Sancto". Ancora oggi nella chiesa di Santa Francesca Romana si conserva una pietra con i solchi di due ginocchia, secondo la tradizione, quella su cui Pietro si inginocchiò pregando il Maestro di fermare gli incantesimi dell'avversario, che in effetti dovette abbandonare Roma e morì poco dopo: molti dei suoi seguaci, riconosciuta la superiorità del Dio annunciato da Pietro, si convertirono.
Secondo le Omelie di san Clemente Pietro ebbe più d'una volta discussioni pubbliche col mago Simone di Samaria, che insegnava dottrine spiritualiste mescolate con la mitologia greca e compiva stupefacenti prodigi con i quali conquistava l'attenzione della folla. A Cesarea, dopo il concilio di Gerusalemme, in uno di questi scontri il mago, ostacolato dalle predicazioni dell'apostolo, preferì fuggire a Tiro. Pietro lo seguì, così da confermare nella fede i cristiani ingannati dal falso profeta, e raggiunse Tiro, Sidone e l'odierna Beirut, dove guarì parecchi malati e stabilì vescovi a capo delle comunità. La tappa successiva fu Tripoli. Dopo tre mesi passati lì, l'apostolo si trasferì ad Antiochia, all'incirca nell'anno 52.
Secondo gli Atti di Pietro, invece, l'apostolo fu costretto a partire da Gerusalemme per dirigersi a Roma a causa di Simon Mago, che aveva causato una terribile defezione nella comunità cristiana dell'Urbe; questi infatti dichiarava di essere figlio di Dio grazie ai suoi poteri magici, attirando le attenzioni sia del popolo sia dello stesso Nerone. Recatosi dunque nel porto di Cesarea marittima, Pietro salì sopra una nave e cominciò il suo viaggio. Durante il tragitto convertì uno dei marinai, Teone, al cristianesimo, battezzandolo durante una breve sosta, prima di sbarcare a Pozzuoli.
A Roma Pietro venne ospitato da uno dei fedelissimi di Paolo, il presbitero Narcisso il quale gli rivelò che Simon Mago dimorava presso il senatore Marcello, che era divenuto uno dei suoi fedeli accoliti. Recatosi nel palazzo del senatore, Pietro con uno stratagemma miracoloso ne ottenne la conversione: Marcello rinnegò il suo passato di adepto del mago, per il quale aveva persino fatto erigere una statua.
La successiva sfida fra Simon Mago e Pietro si risolse decisamente a favore di quest'ultimo, che compì il miracolo della resurrezione del figlio di una matrona. Un secondo scontro vide la definitiva fuga e la morte in esilio di Simone.

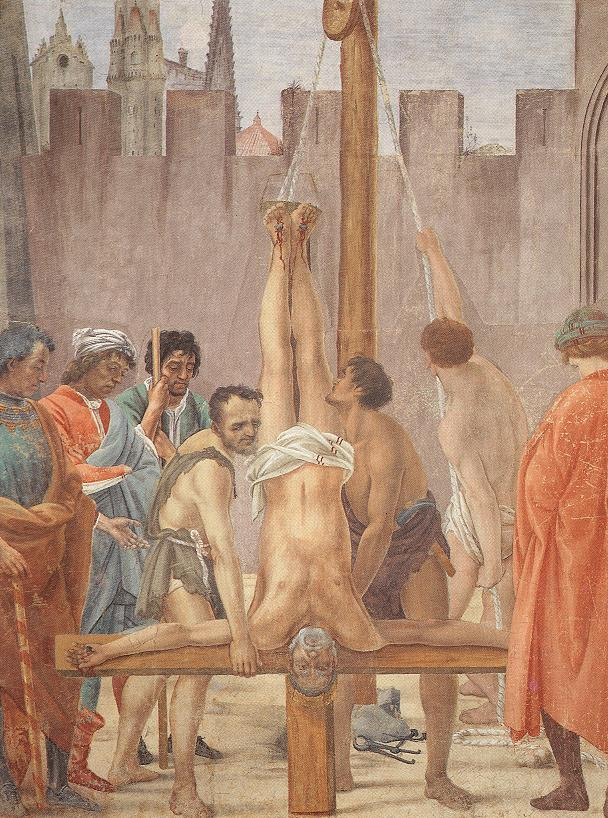
Crocifissione di san Pietro, affresco di Filippino Lippi, 1481-1482 circa, Firenze, Santa Maria del Carmine, Cappella Brancacci.

Gli Atti di Pietro continuano raccontando come, a seguito dello scontro con Simon Mago, l'apostolo fosse riuscito a conquistarsi molti proseliti che decisero di convertirsi al cristianesimo e farsi battezzare. Fra i catecumeni vi erano parecchie donne, fra le quali spiccavano Santippe, moglie del nobile Albino, e le quattro concubine del prefetto Agrippa. Esse avevano preferito abbandonare i loro amanti e seguire l'insegnamento cristiano attraverso l'astinenza sessuale. Agrippa e gli altri mariti, decisi a ricondurre nei propri talami le mogli, ordirono una congiura contro Pietro che, avvertito da Santippe, preferì fuggire piuttosto che essere ucciso. Durante la fuga, mentre si trovava sulla via Appia, gli venne incontro Gesù, portando con sé la sua croce. Quando l'apostolo chiese al maestro: "Domine, quo vadis?" (Signore, dove vai?), questi rispose: "Vado a Roma per farmi crocifiggere un'altra volta". Sicuro che ormai la sua ora era segnata, Pietro preferì tornare a Roma per esservi crocifisso al posto del Maestro. Lungo la Via Appia, nei pressi delle catacombe di San Callisto, si trova oggi la piccola chiesa del Domine quo vadis, che ricorda l'evento.
Benché non vi sia nulla di improbabile nel pensare che l'apostolo avesse deciso di fuggire via da Roma prima del martirio, è senza dubbio frutto di tradizione leggendaria il racconto di Santippe e della congiura dei mariti poiché è ben noto agli studiosi che, se Pietro morì realmente a Roma, fu vittima delle persecuzioni anti-cristiane volute da Nerone e non di certo di un complotto voluto da amanti smaniosi.

#### Arresto e martirio
Pietro venne dunque arrestato a seguito della persecuzione neroniana e secondo antiche tradizioni rinchiuso, con Paolo, all'interno del carcere Mamertino (su cui poi sorse la chiesa di San Pietro in Carcere) dove i due carcerieri, destinati a diventare i santi Processo e Martiniano, vedendo i miracoli operati dai due apostoli, chiesero il battesimo. Allora Pietro, con un segno di croce verso la Rupe Tarpea, riuscì a farne scaturire dell'acqua e con essa battezzò i due carcerieri che subito dopo aprirono loro le porte per invitarli alla fuga, venendo però scoperti e giustiziati.
La leggenda non sembra però fondata, perché il carcere Mamertino era destinato a prigionieri che si dovevano custodire con attenzione (basti pensare a Giugurta e Vercingetorige) e non certo a un uomo come l'apostolo, uno dei tanti immigrati nella capitale dell'Impero, a meno che Nerone non lo ritenesse talmente pericoloso da scatenare una rivolta negli ambienti della comunità cristiana. Benché non esistano prove certe della permanenza dei due nel carcere, la tradizione è comunque molto antica e la trasformazione del carcere in chiesa si fa risalire al IV secolo per volere di papa Silvestro I.
Fuggito dal carcere, Pietro si diresse verso la via Appia, ferito per la stretta delle catene. Nei pressi delle terme di Caracalla secondo la tradizione avrebbe perso la fascia che gli stringeva una gamba, oggi custodita nella chiesa dei Santi Nereo e Achilleo, detta appunto "in fasciola". Anche in questa versione ricorre l'episodio, già riportato, relativo all'incontro lungo la via Appia con il Maestro, che lo invitò a tornare a Roma per morirvi martire.
Catturato nuovamente dai soldati dell'imperatore venne crocifisso, secondo la tradizione trasmessa da Girolamo, Tertulliano, Eusebio e Origene, a testa in giù per sua stessa richiesta fra il 64, anno dell'incendio di Roma e dell'inizio della persecuzione anti-cristiana di Nerone, e il 67, benché l'autenticità di tale evento sia ancora oggi fonte di grande dibattito fra gli studiosi della Bibbia, di matrice storico-critica.
Un punto controverso è poi la questione se Pietro e Paolo siano stati martirizzati nello stesso giorno e nello stesso anno. Il Martirologio Romano, i Sinassari delle Chiese orientali, nonché il Decretum Gelasianum del V secolo affermano: «Non in un giorno diverso, come vanno blaterando gli eretici, ma nello stesso tempo e nello stesso giorno Paolo fu con Pietro coronato di morte gloriosa nella città di Roma sotto l'imperatore Nerone», fissandone quindi la data al 29 giugno 67.
La tradizione sulla presenza e martirio di Pietro a Roma è abbastanza ben radicata; a questo si aggiunge il fatto che nessun'altra Chiesa ha rivendicato la morte di Pietro. Tuttavia, si è osservato che la tradizione appare in forma scritta solo alla fine del II secolo, e l'identificazione di Pietro come primo vescovo di Roma compare nella letteratura solo all'inizio del III secolo; inoltre né Clemente (96 d.C.) né Ignazio di Antiochia (circa 100 d.C.) confermano esplicitamente il martirio di Pietro a Roma, anche se la cosa potrebbe spiegarsi con il fatto che la cosa era nota a tutti.
A sostegno della presenza di Pietro a Roma si pronunciano anche importanti storici di area protestante; tra questi il teologo e storico protestante Adolf von Harnack che si espresse con queste parole: "Il martirio di S. Pietro a Roma è stato negato dai tendenziosi pregiudizi protestanti e in seguito dai preconcetti dei critici partigiani... Non vi è studioso che attualmente esiti a riconoscere che questo fu un errore". Anche il teologo luterano e storico Oscar Cullmann, pur negando il concetto di successione apostolica, non nega che Pietro sia stato a Roma e lì sia stato martirizzato.

### Testimonianze letterarie sulla presenza a Roma e sulla morte di Pietro

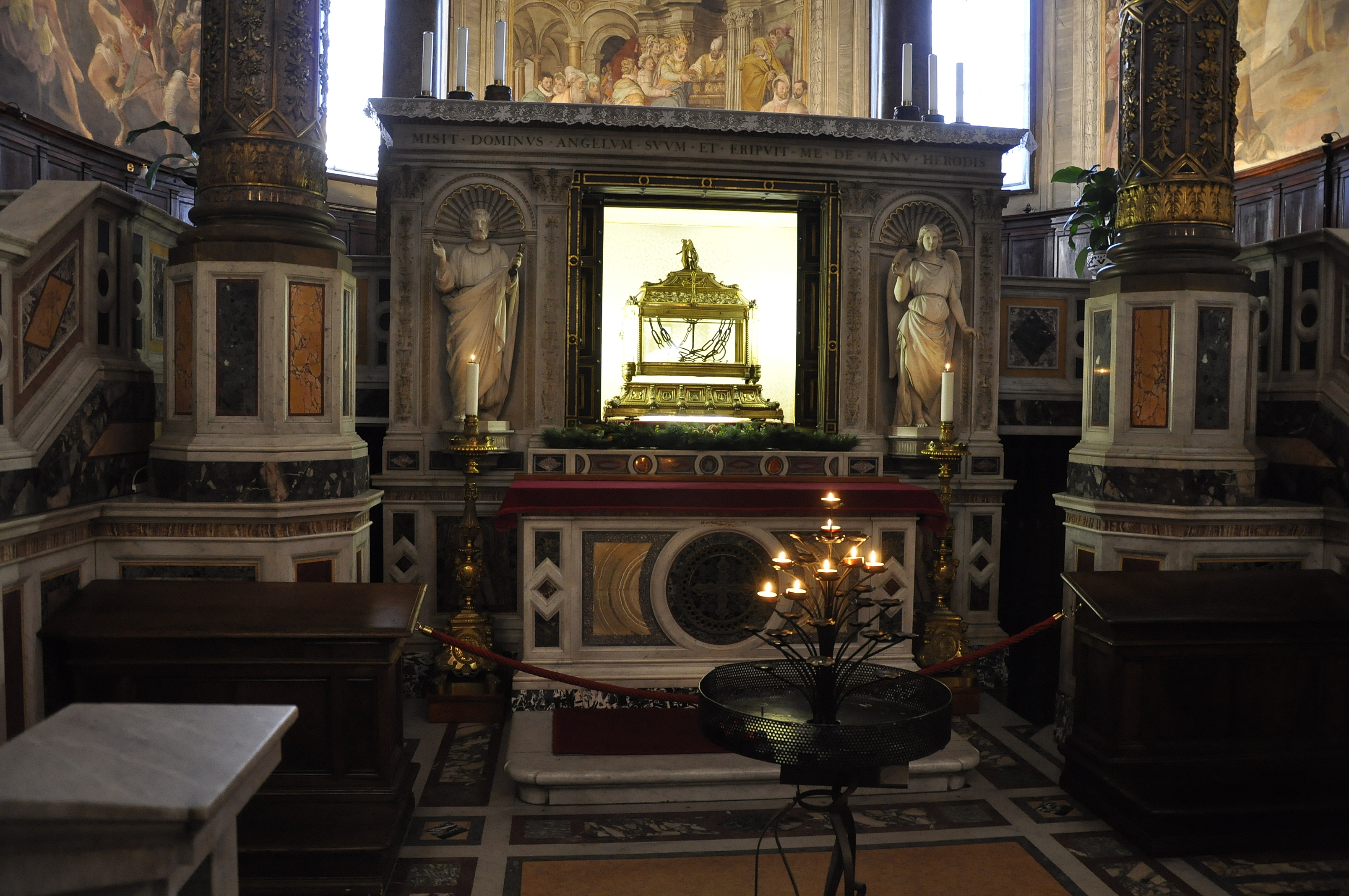
Le catene conservate nella basilica di San Pietro in Vincoli

In un passo del Vangelo secondo Giovanni (I secolo d.C.) Gesù si rivolge a Pietro dicendogli
e successivamente compare l'inciso:
Si può supporre quindi che l'evangelista, e anche i lettori a cui egli si rivolgeva, conoscessero alcuni dettagli della morte di Pietro.
La Prima lettera di Pietro si conclude con:
Pietro dichiara di trovarsi presso la chiesa di Babilonia. Su questo punto esistono due posizioni molto chiare: da un lato tutta la letteratura e tradizione cristiana che sostiene che per Babilonia si deve intendere Roma, e la posizione degli storici non cattolici, prevalentemente evangelici litteralisti-fondamentalisiti, che intendono Babilonia o Babilonide in senso letterale.
Va ricordato che Pietro fu non il vescovo, carica inesistente all'epoca, ma il capo spirituale della comunità cristiana di Antiochia, che non solo era la terza città dell'Impero Romano, ma era anche situata nella Grande Siria che fu la sede della nascita e dello sviluppo delle prime comunità cristiane. Anche Saulo, come è noto, si convertì e cominciò la predicazione a Damasco. Il riferimento porterebbe quindi semplicemente alla Nuova Babilonia (Seleucia) lungo le rive del Tigri, oppure alla Babilonide, cioè alla zona tra Tigri ed Eufrate, zone della predicazione di Pietro. Le due posizioni sono chiaramente inconciliabili.
C'è da dire che Pietro indirizzò la sua Prima lettera ai cristiani del Ponto, della Galazia, della Cappadocia, dell'Asia e della Bitinia letterali quindi si potrebbe concludere che anche Babilonia doveva essere letterale. Inoltre l'apostolo Paolo afferma che a Pietro era stata affidata 'l'evangelizzazione dei circoncisi' ebrei (Galati 2:7) e l'Encyclopaedia Judaica menziona le grandi accademie rabbiniche di Babilonia.
D'altro canto, la letteratura cristiana punta a dimostrare il primato di Pietro, nei suoi ultimi anni di vita, a Roma. Eusebio di Cesarea accenna ad esempio alla testimonianza del vescovo Papia di Ierapoli e Clemente di Alessandria secondo i quali Marco scrisse il suo Vangelo a Roma su richiesta dei cristiani di quella città, che desideravano una testimonianza scritta degli insegnamenti di Pietro e dei suoi discepoli; questa notizia è confermata da Ireneo di Lione. Sulla base di queste testimonianze Eusebio dichiarò che Pietro si rivolgeva a Roma con il nome figurato di Babilonia nella sua prima lettera (1 Pt 5, 13).Uno dei motivi per cui Pietro non avrebbe scritto in tutte le sue lettere il nome di Roma, potrebbe essere che dopo la sua liberazione miracolosa narrata negli Atti degli Apostoli e la fuga da Gerusalemme, egli era per le autorità un latitante ricercato; ma non mancano altre spiegazioni, come l'uso di crittogrammi tipicamente giudaici per Roma, come l'antico toponimo "Babilonia".
Nella prima lettera di Clemente (95-97 circa), attribuita a Clemente di Roma si trova scritto:
(Clemente di Roma, lettera ai Corinzi, v)
Sono poi menzionati Paolo e altri, dichiarando che essi patirono il martirio presso di noi, ovvero tra i Romani, espressione che è chiarita dal capitolo IV. In questa lettera ci si riferisce a quella che fu poi interpretata come la prima persecuzione dei cristiani dopo il grande incendio di Roma, sotto l'imperatore Nerone, collocando quindi la morte di Pietro in quell'epoca.
Nella sua lettera scritta all'inizio del II secolo, prima del 107, il vescovo Ignazio di Antiochia cerca di dissuadere i cristiani di Roma dall'intercessione in suo favore, con la quale avrebbero potuto evitarne la condanna a morte, dichiarando:
(Ignazio di Antiochia, Ai Romani 4)
Il vescovo Dionigi di Corinto nella sua lettera alla Chiesa romana durante il pontificato di papa Sotero (165-174) scrive che:
Ireneo di Lione, che trascorse del tempo a Roma poco dopo la metà del II secolo prima di recarsi a Lione, descrive la chiesa di Roma come
(Ireneo di Lione, Contro gli eretici, III, iii; cf. III, i)
Cita quindi la nota attività apostolica di Pietro e Paolo a Roma per usarla come prova della tradizione.
Clemente di Alessandria dichiara che:
(Clemente di Alessandria, Hypotyposes)
Tertulliano fa spesso riferimento alla predicazione di Pietro e Paolo a Roma:
(Tertulliano, De Praescriptione, xxxv)
Riferendosi al passo del Vangelo descritto precedentemente (Giovanni 21,15-19):
(Tertulliano, Scorpiace, xv)
Per illustrare il fatto che non è importante con quale acqua si amministri il battesimo, scrive che non c'è
(Tertulliano, Sul battesimo, capitolo 5)
e contro Marcione si riferisce alla testimonianza dei cristiani romani:
(Tertulliano, Contro Marcione, IV, v)
San Girolamo nel De viris illustribus, basandosi su fonti più antiche, soprattutto Eusebio di Cesarea, scrive:
(Sofronio Eusebio Girolamo, De viris illustribus)
Secondo l'apocrifo Dormizione della Santa Madre di Dio (IV-V secolo), attribuito all'apostolo Giovanni, Pietro, insieme agli altri apostoli, venne condotto per volere divino dal luogo dove egli si trovava fino a Gerusalemme per dare l'ultimo saluto a Maria, madre di Gesù, che voleva incontrare per l'ultima volta gli apostoli del figlio. Secondo la leggenda Pietro venne sollevato da una nuvola mentre predicava a Roma e condotto in poco tempo a Gerusalemme, ritrovandosi subito al capezzale della Vergine, la cui salma egli baciò, insieme a Giovanni e Paolo, e preparò per la sepoltura.

### Testimonianze archeologiche

#### La tomba e i resti di Pietro

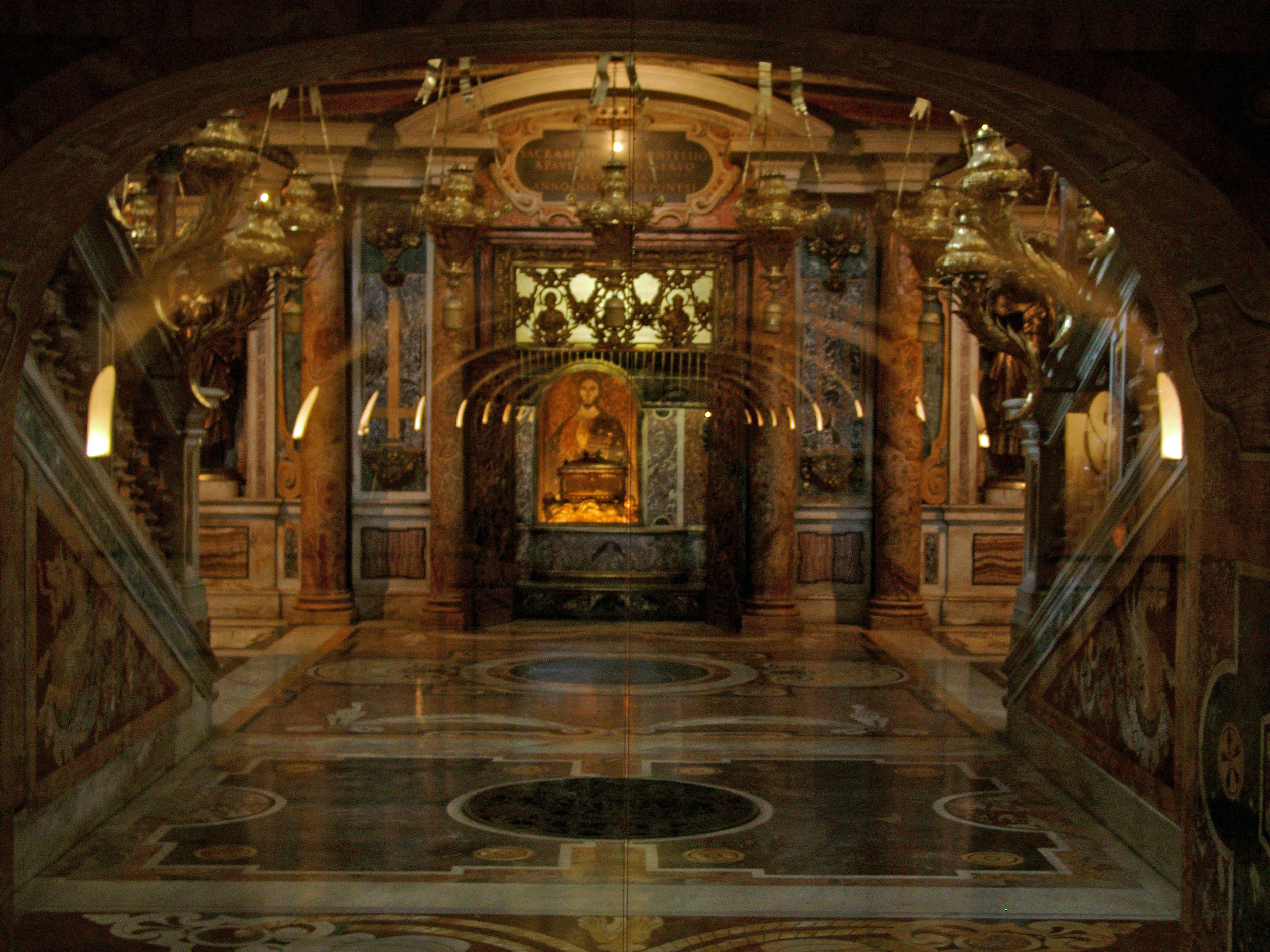
Foto della presunta tomba di Pietro nelle grotte vaticane

In mancanza di testimonianze documentarie certe sulla data della morte di Pietro, la tradizione l'ha fissata al 29 giugno. Si tratta, secondo alcuni studiosi, di uno dei più antichi esempi di trasposizione di una festa pagana in cristiana: in quel giorno infatti si celebrava la festa di Romolo e Remo che i cristiani trasformarono nella solennità dei due apostoli, quali fondatori di una "nuova Roma", quella cristiana appunto. Con una serie di argomentazioni l'archeologa Margherita Guarducci giunse alla conclusione che il martirio dell'apostolo avvenne il 13 ottobre 64 (e i più recenti Annuari Pontifici non hanno ancora definito l'incertezza).
Testimonianze apocrife individuano il luogo della crocifissione di Pietro nei pressi dell'obelisco del circo di Nerone (quello che anticamente si trovava all'esterno dell'attuale sagrestia della basilica e ora è situato al centro di piazza San Pietro). L'apostolo fu sepolto nelle vicinanze dell'obelisco, dove rimase fino al 258 quando, per mettere al sicuro le spoglie durante la persecuzione di Valeriano, fu trasferito nelle catacombe di San Sebastiano, insieme ai resti di Paolo. Un secolo più tardi papa Silvestro I ripristinò le antiche sepolture, e Pietro tornò in Vaticano, nel luogo in cui Costantino fece poi costruire la primitiva basilica. Sulla tomba di Pietro la tradizione cristiana ha espresso precedentemente altre versioni contrastanti, a causa delle due traslazioni che tale sepoltura ha subìto nei primi due secoli prima di tornare alla posizione originaria. Secondo la testimonianza del presbitero Gaio, riportata da Eusebio di Cesarea "se andrai al Vaticano o sulla Via Ostiense, vi troverai i trofei dei fondatori della Chiesa". Comunque nessuna tradizione ha mai indicato altra città oltre Roma.
Vari tentativi di ritrovare la tomba dell'apostolo risultarono infruttuosi per essere il sito stato utilizzato come necropoli anche nel II e III secolo, ma durante degli scavi sistematici effettuati nelle grotte vaticane a partire dal 1939 (fortemente voluti da Pio XII), venne individuata, in corrispondenza dell'altare della Basilica di San Pietro, un'edicola, poggiata su un muro intonacato di rosso, su cui era leggibile il graffito in caratteri greci “Πετρ(ος) ενι” (“Pietro è qui”), luogo generalmente indicato come tomba di Pietro. L'episodio è però divenuto uno dei misteri archeologici di Roma, in quanto non venne rinvenuto, sul momento, alcun resto riconducibile a una sepoltura. Solo nel 1965 uno degli operai che avevano partecipato agli scavi riferì alla Guarducci che all'epoca gli era stato consegnato del materiale riposto in una scatola da scarpe abbandonata da qualche parte nei magazzini. La scatola venne infatti rinvenuta: conteneva terra, frammenti d'intonaco rosso e di tessuto, monetine medievali e resti umani e animali. Le indagini scientifiche appuravano che i resti umani, risalenti al I secolo, appartenevano a un uomo di 60-70 anni, la terra e l'intonaco rosso erano le stesse dell'edicola, i frammenti di stoffa erano di un drappo rosso intessuto d'oro e le monetine erano probabilmente state portate lì attraverso fessure e screpolature del terreno da topi ai quali infatti appartenevano i resti animali. Anche se non si poteva parlare di prove certe, gli indizi erano tali da poter affermare che l'edicola rinvenuta 16 anni prima poteva essere la tomba di Pietro.

#### La casa di Cafarnao
In seguito agli scavi di Cafarnao del 1968, fu individuata la casa di Simon Pietro. Sotto il pavimento di una chiesa dedicata all'apostolo sin dal V secolo (la più antica che si conoscesse in Israele), si è trovata quella che gli archeologi hanno provato essere appunto la casa di Pietro. Si tratta di una povera abitazione, simile in tutto alle altre che la circondano tranne che in un particolare: le mura sono coperte di affreschi e graffiti (in greco, in siriaco, in aramaico, in latino) con invocazioni a Pietro per chiederne la protezione. È accertato che la casa fu trasformata in luogo sacro sin dal primo secolo: è quindi la più antica “chiesa” cristiana conosciuta. Testimonia che prima del 100 (prima ancora, cioè, che la tradizione si fissasse completamente in testi scritti e definitivi) non solo già vigoreggiava il culto di Gesù ma giungeva a maturazione addirittura la “canonizzazione” dei suoi discepoli, già invocati come “santi” protettori.

## Opere attribuite a Pietro
Il Nuovo Testamento comprende due lettere tradizionalmente attribuite a Pietro: la prima lettera di Pietro e la seconda lettera di Pietro. Basandosi sulla buona qualità del greco, e considerando che Pietro doveva essere un pescatore di Galilea, quindi un illetterato, molti studiosi dubitano che l'apostolo abbia scritto personalmente queste lettere, e si ipotizza che siano state scritte dal suo segretario (amanuense) o da un seguace dopo la sua morte. In particolare i dubbi si concentrano sulla seconda, che nei primi secoli era fra i testi "discussi". C'è anche chi ipotizza che essa sia un rifacimento della lettera di Giuda, anch'essa canonica.
Con il nome di Pietro esistono anche diversi testi apocrifi, fin dall'antichità considerati pseudoepigrafi; tra questi ci sono:
- il Vangelo di Pietro
- gli Atti di Pietro
- una Lettera di Pietro a Filippo, di cui è stata rinvenuta una copia a Nag Hammadi
- la Lettera di Pietro a Giacomo il Minore, che appare all'inizio di almeno una versione degli scritti clementini.
- l'Apocalisse di Pietro, che è stata considerata autografa fino al IV secolo, poi esclusa dal canone della Bibbia.

## Culto

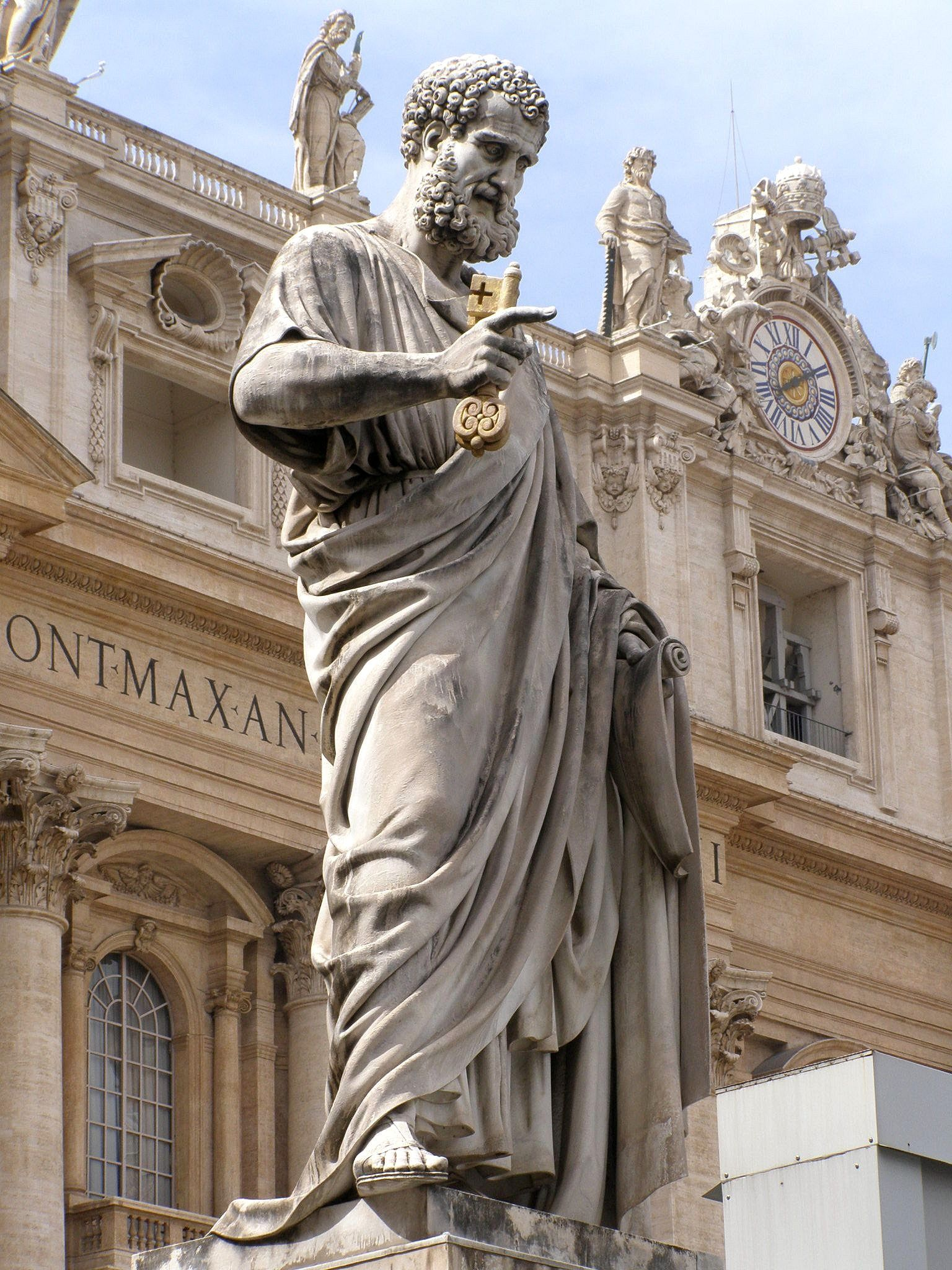
Statua di san Pietro a Piazza San Pietro, Città del Vaticano

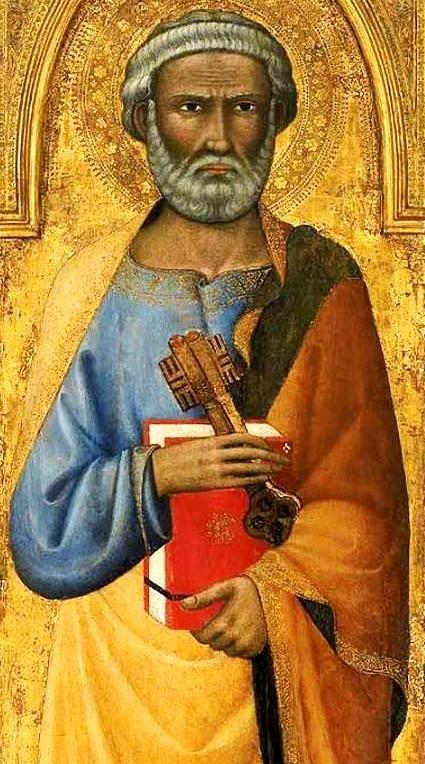
Andrea Vanni, San Pietro, 1390

La Chiesa cattolica, che ha quale punto di riferimento e sede papale la basilica dedicata proprio all'apostolo Pietro, in suo onore celebra ogni anno ben quattro feste. Il 18 gennaio e il 22 febbraio viene ricordata la fondazione delle due sedi episcopali di Roma e di Antiochia (quest'ultima fu sotto la sua autorità per sette anni circa), il 1º agosto si celebra invece il miracolo delle catene. Il 29 giugno viene infine commemorato il martirio del santo. La sera del 28 giugno si ha la benedizione dei palli da parte del pontefice. Il mattino seguente, al cancello centrale della basilica Vaticana viene appesa la "nassa del pescatore", a ricordare l'umile mestiere di Pietro. Contemporaneamente, nella basilica Lateranense si assiste all'ostensione dei reliquiari contenenti le teste di san Pietro e di san Paolo. Nella chiesa di San Pietro in Carcere, dopo una celebrazione sacra, si può compiere la visita alla prigione dove l'apostolo venne rinchiuso dopo l'arresto. Nei Vespri e nella Lodi viene recitato o cantato l'inno Decora lux aeternitatis auream.
In Italia, il 29 giugno, giorno dei santi Pietro e Paolo, fino al 1976 era giorno festivo concordatario, ma la festività è stata abrogata nel marzo 1977, rimanendo solo come festa patronale per la città di Roma. In Ticino è tuttora giorno festivo.

### Patronati
Nella Chiesa cattolica san Pietro è ricordato come il santo patrono dei fornai, costruttori di ponti, macellai, pescatori, mietitori, cordai, orologiai, fabbri, calzolai, tagliapietre, costruttori di reti da pesca e di navi; è anche il patrono della longevità e del papato ed è invocato per intercedere in caso di rabbia, problemi ai piedi e febbre. È anche il patrono, come primo papa, della Chiesa universale.
Varie città, paesi e regioni considerano Pietro loro patrono, tra cui:
- in Italia: Agropoli, Assemini, Cetara, Cordenons, Cosio di Arroscia, Crealla, Galatina, Lamezia Terme, Lamon, Loculi, Mareno di Piave, Modica, Montemarcello, Riposto, Roma, San Pietro al Tanagro, San Pietro di Cadore, Scano di Montiferro, Travesio, l'Umbria, Paradisoni, Schio, Mezzolombardo, San Pietro (Scafati), San Pietro Vernotico, Figlino di Tramonti, Tovere in Amalfi, Alnicco di Moruzzo, Sorisole, San Pietro in Casale (BO), Castello d'Argile (BO), Fiesso (BO), Villafranca di Verona e Mozzecane (VR), Tarcento, Lonate Ceppino.
- negli Stati Uniti: Filadelfia, Jackson, Las Vegas, Marquette (Michigan), Scranton.

È il patrono anche di numerose altre città, come Brema, Calbayog, Chartres, Colonia, Dabaw, Dunajská Streda, Köpenick, Leida, Lessines, Maralal, Moissac, Naumburg (Saale), Poznań, Providence, Ratisbona, San Pietroburgo, Toa Baja, Worms.

### Luoghi di culto

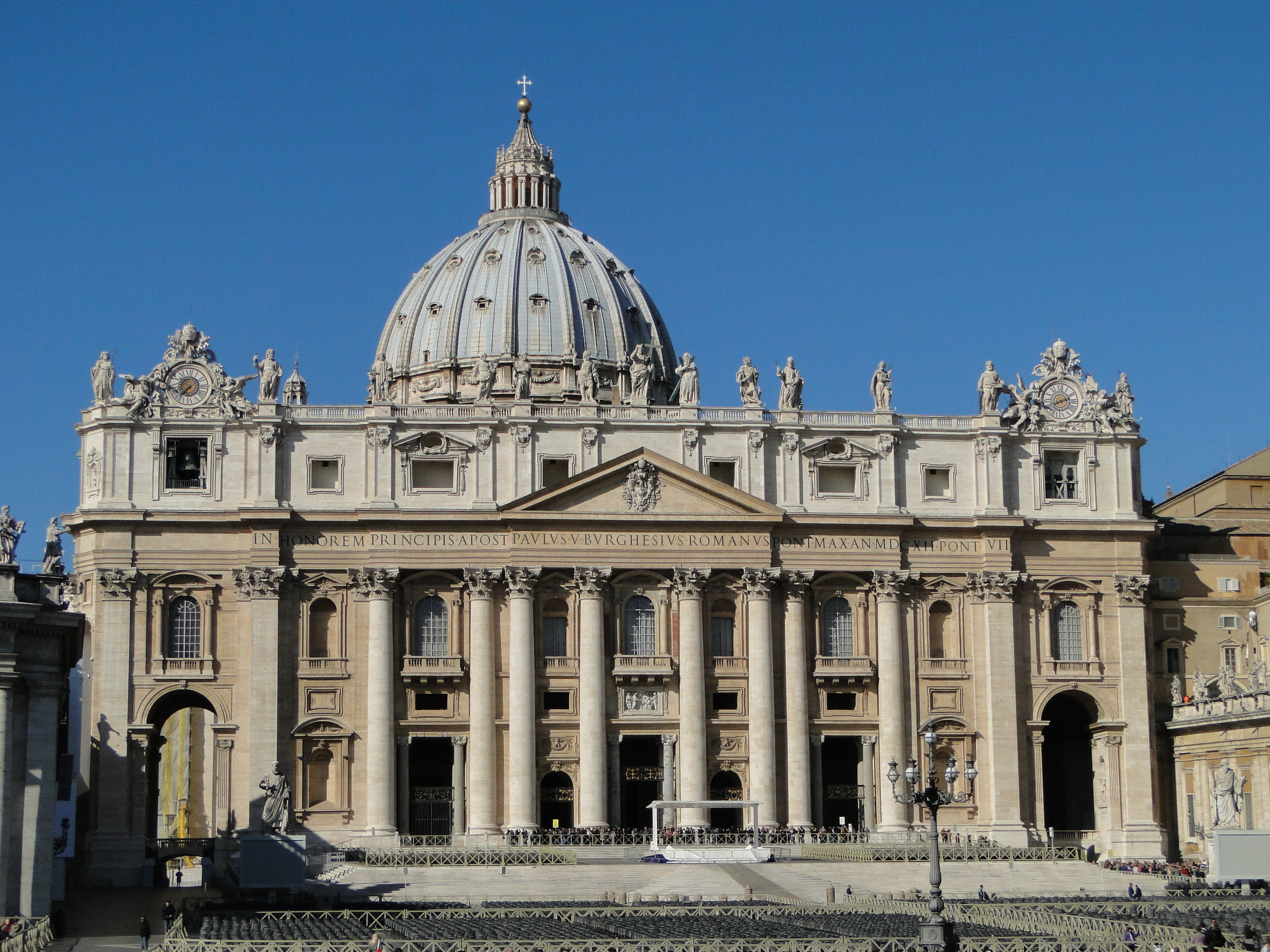
La Basilica di San Pietro in Vaticano

Il maggior luogo di culto dedicato all'apostolo San Pietro è la basilica omonima della Città del Vaticano, nella piazza a lui dedicata. Roma, in particolare, possiede tante altre chiese dedicate al santo; fra queste la basilica di San Pietro in Vincoli, dove si conservano le catene con le quali Pietro sarebbe stato incatenato nella sua prigionia nel Carcere Mamertino (il nome «in vincoli» deriva appunto dal latino in vinculis, «in catene»). Alquanto fantastica è la storia di queste catene, che simboleggiano la continuità dell'azione esercitata da san Pietro a Gerusalemme e poi a Roma, e delle prigionie sofferte nelle due città: la leggenda narra che Atenaide Eudocia, moglie del imperatore bizantino Teodosio II, si recò in pellegrinaggio a Gerusalemme ricevendo in dono la catena con la quale Pietro era stato imprigionato: poi ne inviò una parte a Roma alla figlia Licinia Eudossia che la donò a papa Leone Magno. Quando il pontefice la depose nel reliquiario dov'era custodita la catena della prigionia romana, entrambe si saldarono insieme.
Altri luoghi a lui dedicati, sempre a Roma, sono ancora la chiesa di San Pietro in Carcere, l'ex-carcere Mamertino, dove è tuttora visitabile la cella dove l'apostolo venne rinchiuso poco prima della morte, la chiesa di San Pietro in Montorio dove, secondo una tradizione alternativa, egli venne crocifisso.

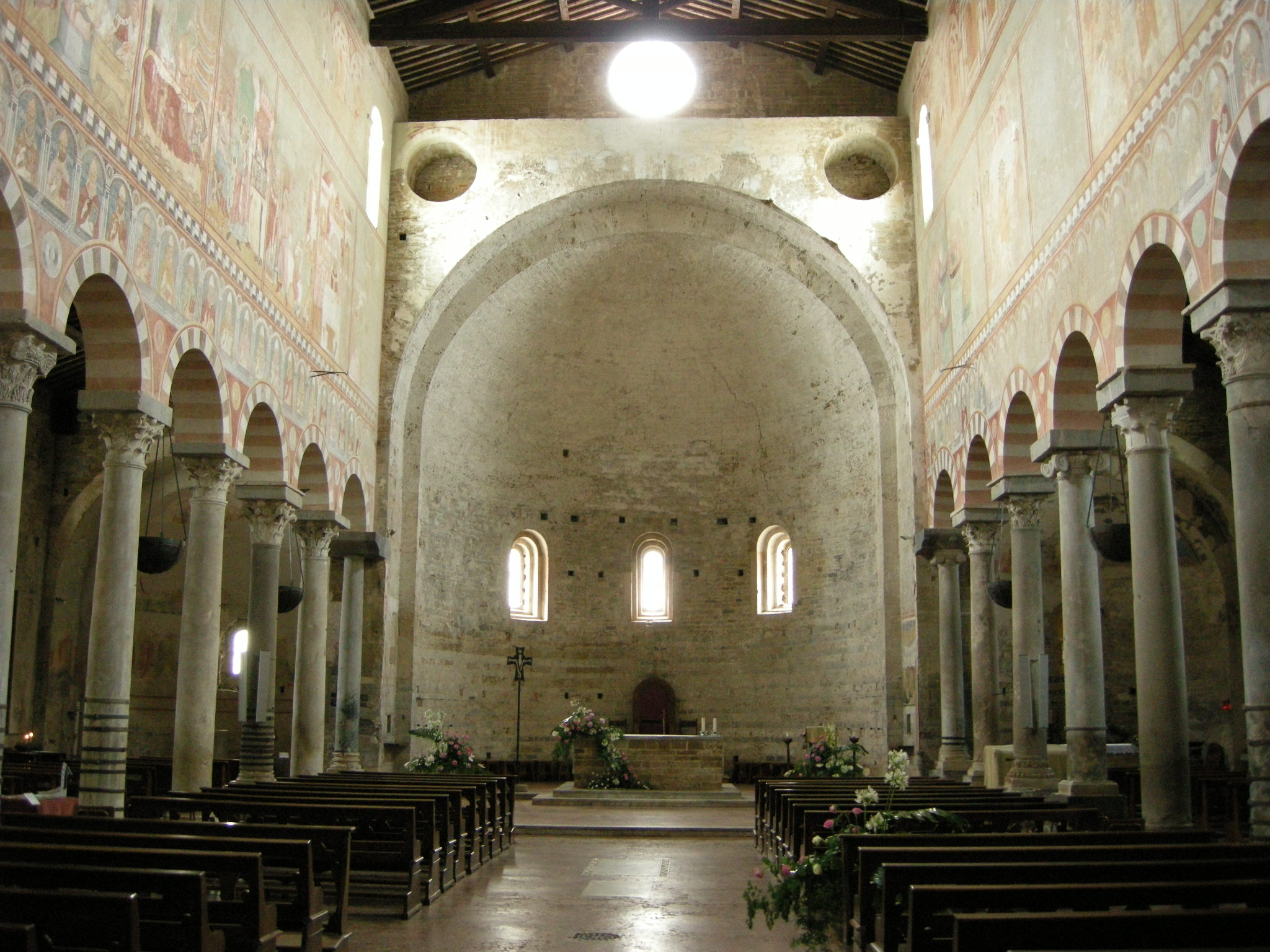
Basilica di San Piero a Grado, Pisa, interno

A pochi chilometri dalla città di Pisa, presso la località di San Piero a Grado, esiste una delle più importanti Basiliche del medioevo italiano, la Basilica di San Piero a Grado. Secondo la tradizione essa sarebbe stata edificata nel luogo in cui San Pietro Apostolo sarebbe approdato nel 43 d.C. e lì avrebbe officiato la prima Messa Cristiana in Italia. A partire dal V secolo sono testimoniati numerosi cenobi nei dintorni della suddetta, fondata sui resti di un'antica villa di epoca romana. Secondo la tradizione Pietro, approdato a Porto Pisano, si sarebbe rifugiato all'interno della villa e lì avrebbe professato la parola di Cristo fino a erigere una colonna, sulla quale fu posta una lapide marmorea, a simulazione di un altare. Su quell'altare avrebbe officiato la sua prima Messa in terra Pisana e quindi Italiana. L'altare sarebbe stato consacrato poi da papa Clemente I al quale, al momento della consacrazione, sarebbero cadute dalle narici tre gocce di sangue sulla pietra marmorea che ancora si conserva, come preziosa reliquia, nel Museo dell'Opera del Duomo di Pisa. Un preziosissimo ciclo di affreschi del XIV secolo, opera di Deodato Orlandi, testimonia il passaggio di Pietro dal Porto Pisano. Di notevole interesse è l'area archeologica interna, che mostra i resti della prima Basilica di epoca paleocristiana, i successivi ampliamenti di VIII-X secolo e soprattutto la sopracitata colonna d'altare, sovrastata da un imponente ciborio gotico.
È dedicata a San Pietro anche la Cattedrale di San Pietro a Bologna.
Dedicata all'Apostolo è anche la chiesa dell'abbazia di Westminster.

### Santi battezzati dall'apostolo

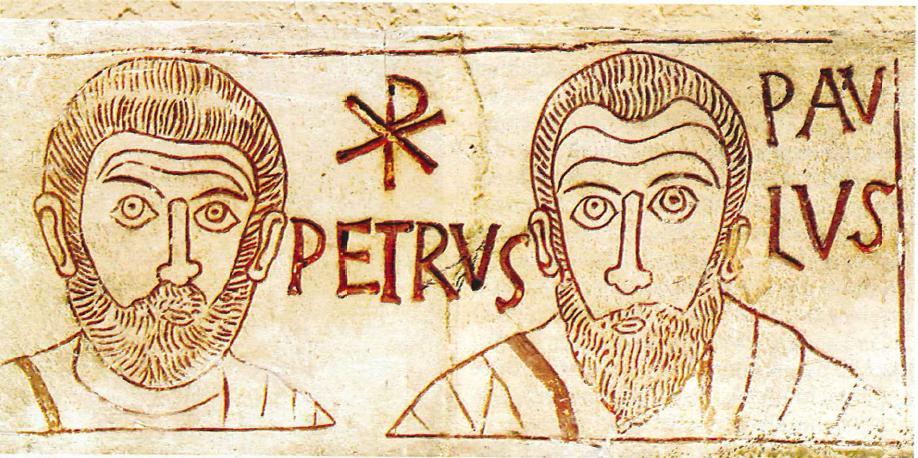
Pietro e Paolo in un'incisione del IV secolo

- San Cornelio, centurione romano convertito al Cristianesimo.
- Candida la Vecchia, anziana donna di Napoli.
- Aspreno di Napoli, pagano convertito e divenuto primo vescovo di Napoli.
- Santa Prisca, morta martire a Roma sotto l'imperatore Claudio.
- Sant'Edisto, morto martire sotto l'imperatore Nerone.
- Processo e Martiniano, morti martiri a Roma sotto l'imperatore Nerone.

## Arte, letteratura e cinema

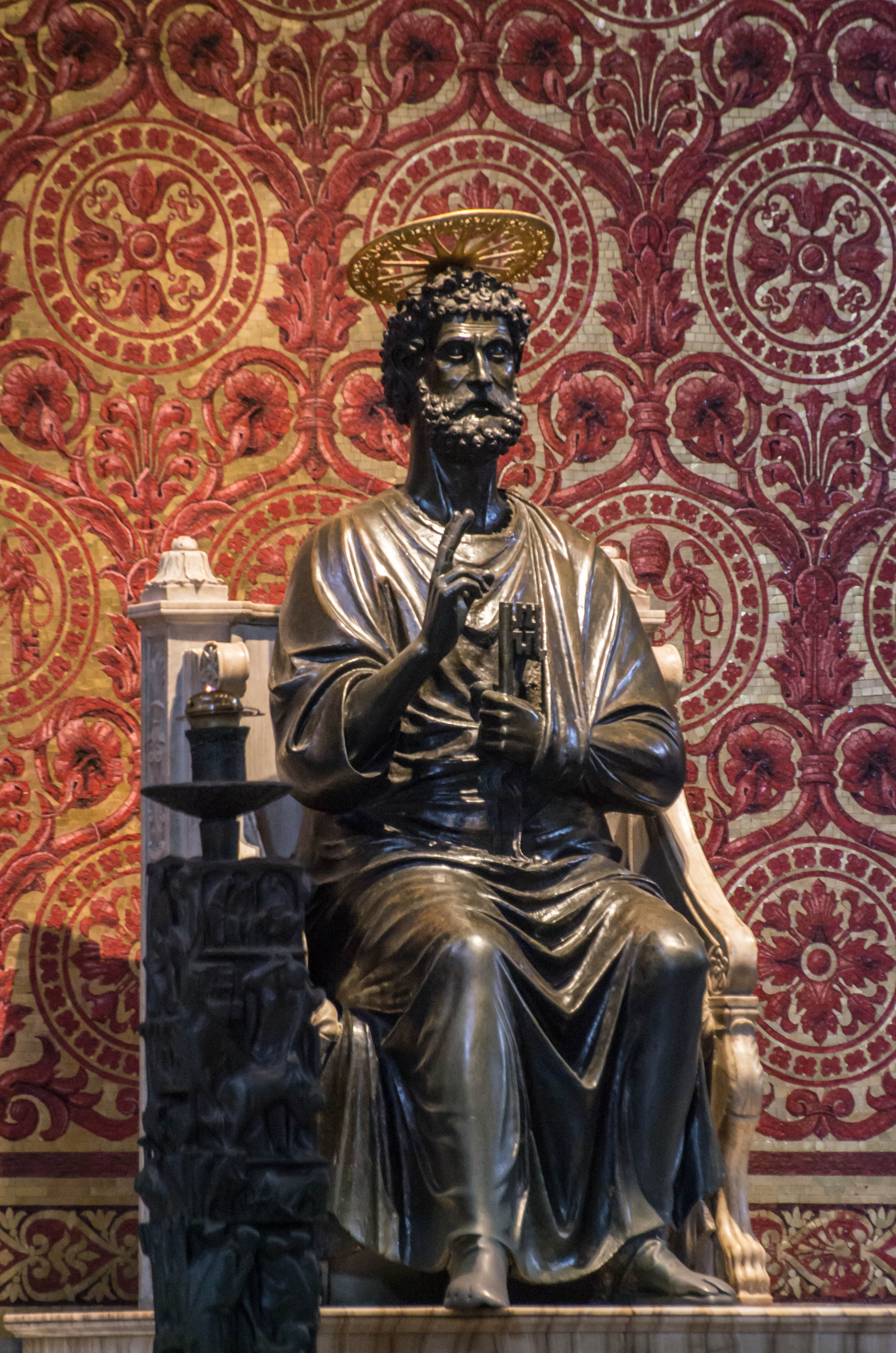
La statua di san Pietro nella Basilica di San Pietro in Vaticano

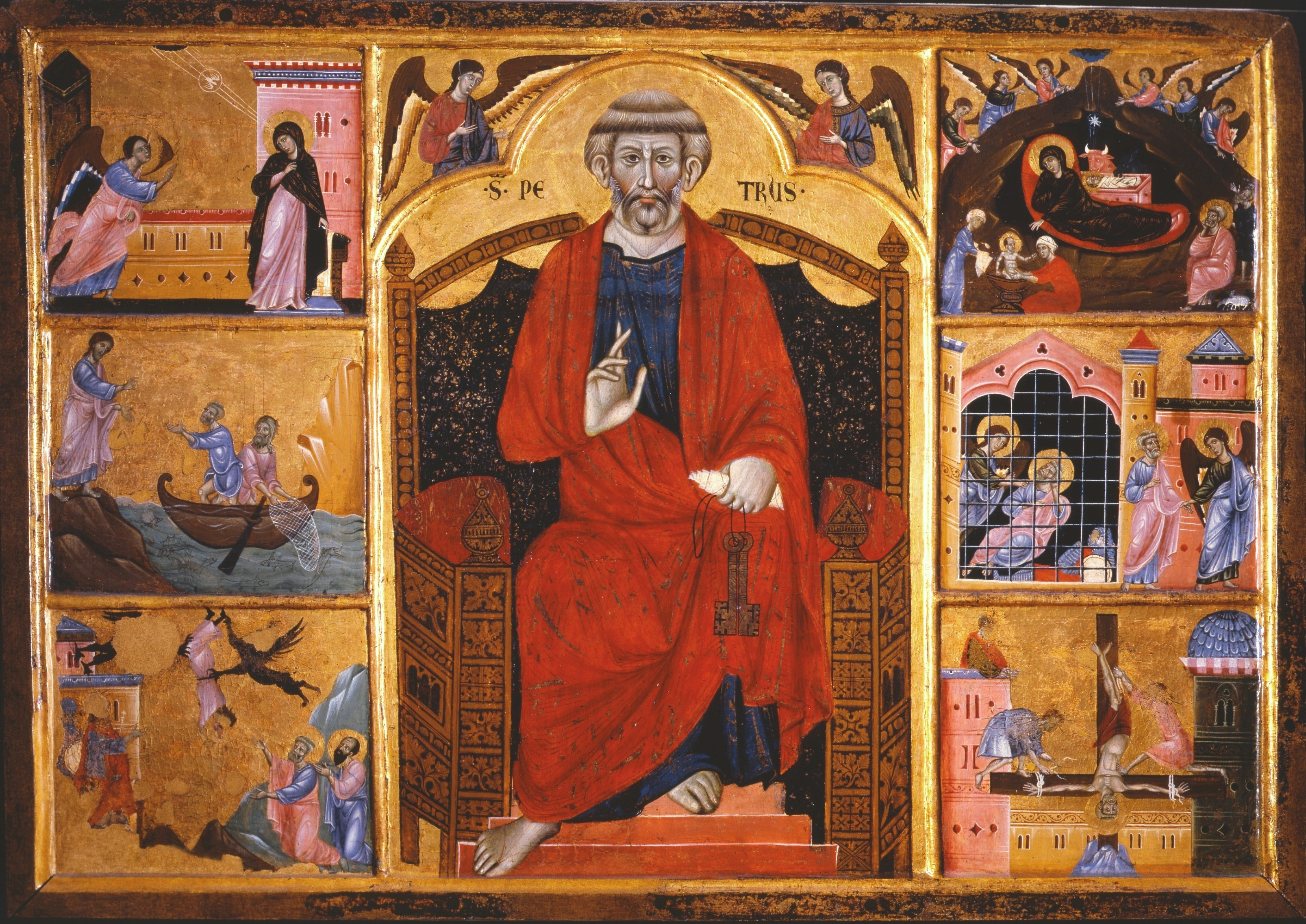
San Pietro in trono e storie della sua vita di Guido di Graziano, Pinacoteca di Siena

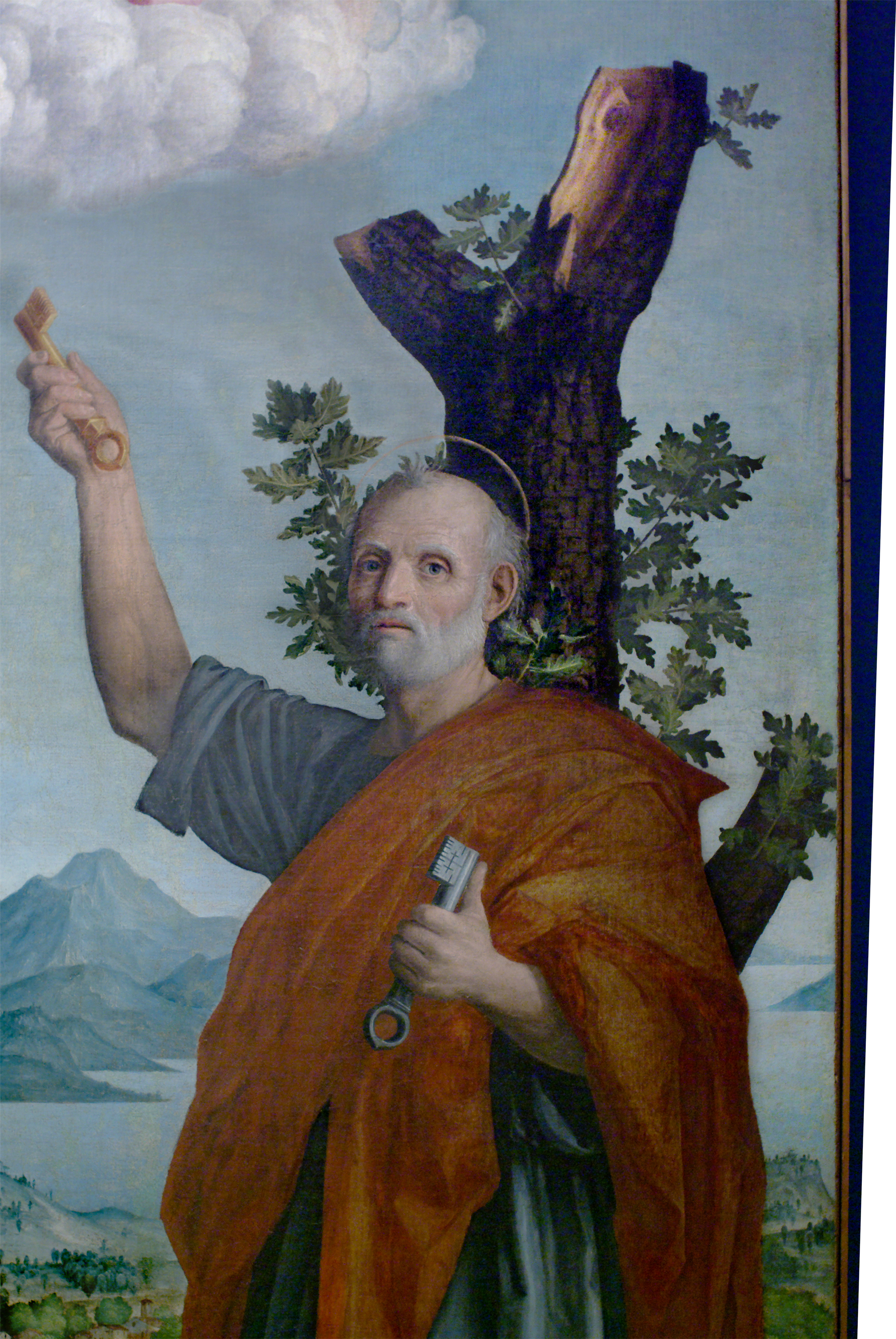
Girolamo dai Libri, San Pietro con le chiavi e la quercia, Museo di Castelvecchio, Verona.

### Iconografia
La più antica rappresentazione esistente è un medaglione di bronzo con la raffigurazione delle teste degli apostoli, datato tra la fine del II secolo e l'inizio del III, conservato nel museo della Biblioteca apostolica vaticana: Pietro mostra una testa arrotondata con il mento prominente, la fronte sfuggente, i capelli spessi e ricci e la barba. Queste caratteristiche sono così individuali che fanno pensare a un ritratto.
Questo tipo di iconografia è stata rinvenuta anche in altre due rappresentazioni petrine in una camera della catacomba di Pietro e Marcellino, risalente alla seconda metà del III secolo. Nei dipinti della catacomba, Pietro e Paolo appaiono frequentemente come intercessori e protettori dei defunti nelle rappresentazioni del giudizio finale e nell'atto di accompagnare una figura di defunto in preghiera nel paradiso.
Nelle numerose rappresentazioni di Cristo in compagnia degli Apostoli che si rinvengono nelle catacombe e nei sarcofagi, Pietro e Paolo occupano sempre i posti d'onore alla destra e alla sinistra di Gesù. Nei mosaici delle basiliche romane, datati tra il IV e il IX secolo, Cristo compare al centro dell'immagine con Pietro e Paolo alla sua destra e sinistra, e accanto a loro i santi localmente venerati.
In sarcofagi e altri memoriali dei defunti sono presenti scene della vita di san Pietro come descritta nei Vangeli: Pietro che cammina sulle acque del lago di Tiberiade dopo aver lasciato la barca alla chiamata di Cristo, la profezia del suo tradimento, la lavanda dei piedi, la resurrezione di Tabitha, la cattura e la condanna a morte. In due gilt glasses è rappresentato come Mosè che fa sgorgare acqua dalle rocce con il suo bastone; il nome Pietro compare al di sotto della scena che può essere interpretata come una sua rappresentazione come guida dei Cristiani.
Nel periodo tra il IV e il VI secolo è particolarmente frequente l'immagine della consegna della legge a Pietro, che compare in vari tipi di monumenti: Cristo consegna a Pietro una pergamena aperta o arrotolata in cui spesso si trova la scritta Lex Domini (la legge del Signore). Nel Mausoleo di Santa Costanza a Roma questa è affiancata alla raffigurazione della consegna delle tavole della legge a Mosè.
In alcune raffigurazioni del IV secolo Pietro porta spesso un bastone nella mano, e successivamente una croce con una lunga asta trasportata sulla spalla, come se fosse uno scettro indicativo del suo compito.
Nelle rappresentazioni dei sarcofagi del V secolo Gesù presenta a Pietro le chiavi (solitamente due, talvolta tre) invece della pergamena; dalla fine del VI secolo la rappresentazione con le chiavi risulta prevalente e queste diventano un caratteristico simbolo di Pietro.
Dal secolo VI in poi Pietro ha la tonsura e viene per lo più rappresentato senza copricapo, vestito con abito o mantello apostolico, talvolta anche con paramenti episcopali o pontificali. Come attributo specifico, oltre alle chiavi, a partire dal XIV secolo anche un bastone con tre aste trasversali, che diventa simbolo del papato pietrino, mentre la croce capovolta ne indica il martirio. Raramente appaiono come attributi anche il gallo, il pesce o la barca.
Dal secolo XIV Pietro appare principalmente sotto vesti papali come figura centrale sugli altari a lui dedicati (per esempio l'altare maggiore di San Pietro a Monaco, opera di Erasmus Grasser nel 1400), come figura a sé stante nella serie degli apostoli o in compagnia di san Paolo come simbolo della Chiesa romana.
Uno dei primi cicli pittorici sulla vita di san Pietro era quello che si trovava nell'antica basilica vaticana, che venne in seguito distrutta e ricostruita nuovamente. Il più importante è però quello di Masolino e Masaccio, nella cappella Brancacci in Santa Maria del Carmine a Firenze (alla cui realizzazione contribuì anche Filippino Lippi), con le seguenti scene: Predica di san Pietro, Guarigione del paralitico e risurrezione della cristiana Tabita, Pagamento del tributo, Battesimo dei neofiti, Pietro guarisce i malati con la sua ombra, Distribuzione delle elemosine e morte di Anania, Resurrezione del figlio di Teofilo e san Pietro in cattedra, Paolo visita Pietro in prigione, Liberazione di Pietro, Disputa con Simon Mago e crocifissione di san Pietro. Un tempo chiudeva probabilmente il ciclo di rilievo di Donatello con la Consegna delle chiavi, oggi al Victoria and Albert Museum di Londra.

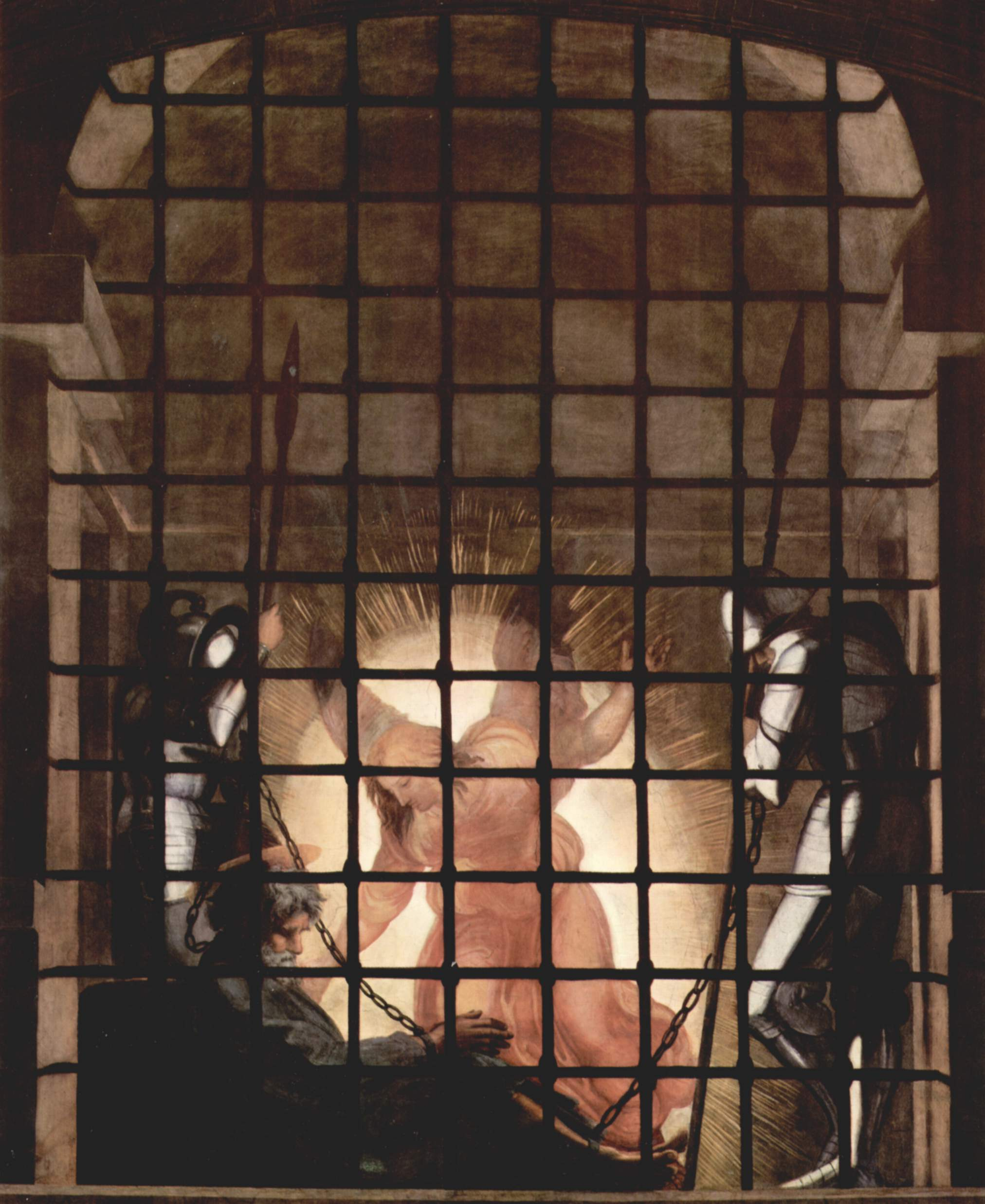
La Liberazione di san Pietro, di Raffaello Sanzio

Raffaello, nei suoi arazzi per la cappella Sistina (1524 circa) non attinge gli episodi dipinti da testi apocrifi, così come avevano fatto Masolino e Masaccio, bensì dagli scritti evangelici: la Pesca miracolosa, la Consegna delle chiavi, la Guarigione dello storpio e la Morte di Anania.
Le tre scene più importanti della vita di Pietro trovano però il loro massimo splendore pittorico in tre raffigurazioni conservate in Vaticano. Nella parete longitudinale della cappella Sistina, il Perugino raffigurò un Cristo in primo piano che consegna a Pietro in ginocchio la potestas pontificia di legare e sciogliere nella forma di due chiavi. Ai due lati dell'evento principale, apostoli e altri personaggi presenti, formano due cortei. Dietro sono dipinte le scene del rinvenimento della moneta e del tentativo di lapidazione di Gesù sullo sfondo del Tempio di Gerusalemme a struttura rinascimentale e dell'arco di Costantino.
Raffaello descrive invece la Liberazione di san Pietro dalla prigione di Erode nella stanza di Eliodoro (1511-1514), delineando in questa scena notturna, con drammatici effetti di luce, lo scioglimento delle catene da parte dell'angelo, che accompagna Pietro oltre i soldati dormienti per la scala, mentre dall'altro lato alcuni soldati coprono la fuga. In connessione con altri affreschi della stanza di Eliodoro, la scena è interpretata come simbolo della liberazione della chiesa per opera di Giulio II.

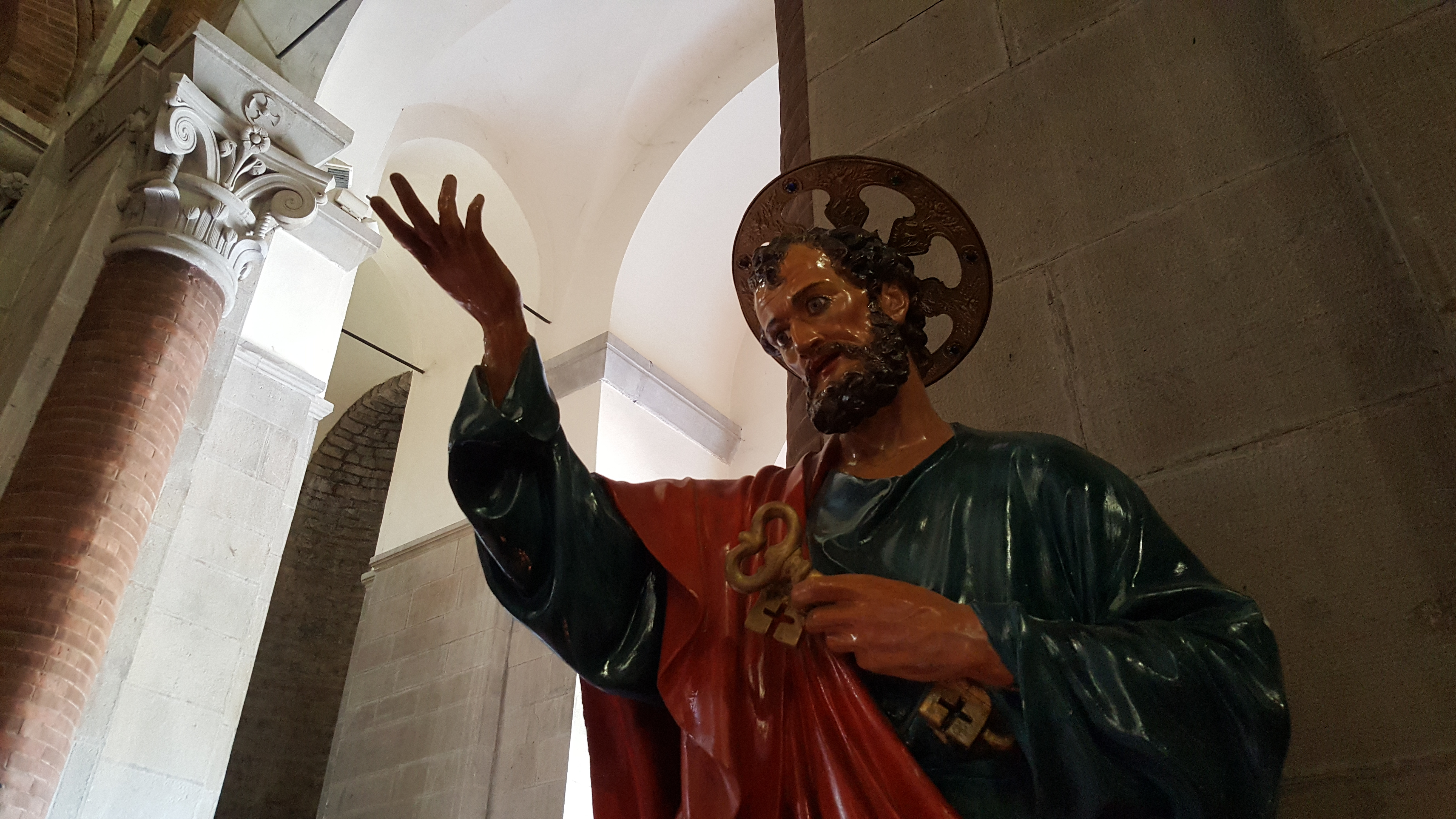
Statua di San Pietro apostolo nella chiesa di San Pietro a San Piero in Bagno nel Comune di Bagno di Romagna

Nella cappella Paolina infine, Michelangelo dipinge l'affresco della Crocifissione di Pietro, contrapposta alla Conversione di Saulo: in mezzo a una folla multicolore viene issata la croce, posta diagonalmente, con Pietro già crocifisso, ma ancora vivo. La raffigurazione del luogo dell'evento, ai margini di un abisso, nonché la presenza di molti soldati a cavallo e armati, accentua l'impressione di crudeltà e brutalità. Nella stessa cappella Federico Zuccari dipinse nella volta quindici storie di Pietro e Paolo.
Intorno al 1600 circa il personaggio di Pietro viene spesso raffigurato come protagonista dei due eventi più dolorosi della sua vita: il rinnegamento e il martirio. Si può ricordare a tale proposito il dipinto Le lacrime di Pietro di Georges de La Tour con un Pietro piangente, seduto con a fianco un gallo (simbolo del triplice rinnegamento) e una lanterna accesa (simbolo dell'arresto di Cristo), oppure la Crocifissione di Pietro del Caravaggio, in cui l'apostolo è rappresentato ormai anziano mentre la croce nella quale è inchiodato viene issata dai suoi carnefici.

### Narrativa
- Quo Vadis? di Henryk Sienkiewicz
- La tunica di Lloyd C. Douglas

### Cinematografia
Pietro, essendo figura predominante nella narrazione evangelica, appare in tutti i film o le fiction televisive che raccontano la vita e la morte di Gesù, fra i quali si possono ricordare:
- Il re dei re (1961) di Nicholas Ray
- Gesù di Nazareth (1977) di Franco Zeffirelli
- Jesus (1999) con Luca Zingaretti nel ruolo di Pietro
- La Passione di Cristo (2004) di Mel Gibson interpretato da Francesco De Vito

L'apostolo è inoltre personaggio di rilevante importanza in film o sceneggiati televisivi che narrano le vicende della primitiva chiesa cristiana e il loro sbocciare nel cuore dell'Impero, ispirati principalmente a romanzi:
- Quo vadis (1951) di Mervyn LeRoy
- La tunica (1953) con Richard Burton e Jean Simmons
- I gladiatori (1954) seguito de "La tunica"
- Barabba (1961)
- San Paolo (2000) di Roger Young con Ennio Fantastichini nel ruolo di Pietro

Un posto a parte deve essere riservato alla fiction televisiva San Pietro del 2005 di Giulio Base, incentrata direttamente sulla vita dell'apostolo, divisa in due episodi riguardanti l'uno la missione di san Pietro a Gerusalemme e nei territori adiacenti all'allora provincia romana della Giudea, l'altra lo scontro con l'impero romano e il successivo martirio. Omar Sharif veste i panni dell'apostolo, affiancato da Daniele Pecci nel ruolo di Paolo, Flavio Insinna nel ruolo di Davide, un gladiatore convertito, Claudia Koll, Lina Sastri, Sydne Rome, Ettore Bassi e Bianca Guaccero.

### Nella cultura di massa
Negli anni "san Pietro" è diventato un personaggio molto riportato in strisce umoristiche, cartoni, commedie, drammi e sceneggiature teatrali. Spesso la sua immagine gioca sul suo ruolo di "portatore delle chiavi del regno di Dio"; su questa base è spesso rappresentato come un uomo anziano con la barba che siede presso le porte del paradiso, interrogando le anime dei morti e accompagnandole all'interno del paradiso o mandandole all'inferno secondo il giudizio divino.

Stemma attribuito a san Pietro dagli araldisti inglesi di età Tudor

### Riferimenti
1. ↑   San Pietro, su santiebeati.it. URL consultato il 20 settembre 2023.
«investito della dignità di primo papa»
2. ↑  Vedere, ad esempio, Enrico Cattaneo, I ministeri nella Chiesa antica: testi patristici dei primi tre secoli, Milano, Paoline, 1997, p. 94; Hubert Jedin (a cura di), Storia della Chiesa, vol. I: Le origini, di Karl Baus, Milano, Jaca Book, 1976, pp. 192 ss.
3. ↑  McClintock e Strong, Cyclopedia, ristampa 1981, vol. VIII, pag. 15
4. ↑  New Bible Dictionary, a cura di J.D.Douglas, seconda ediz., 1986, pag. 918
5. 1 2   Marta Sordi, I cristiani e l’impero romano, 1984, Jaka Book.
6. ↑  Da "La Repubblica,it
7. ↑   Mt 16,18, su laparola.net.
8. ↑   Gv 1,42, su laparola.net.
9. ↑   Gv1,44, su laparola.net.
10. ↑   Mc1,21.29, su laparola.net.
11. ↑  C. Rendina, I Papi. Storia e segreti, pag. 15
12. ↑  Gv 1,42; 21,5.16.17;  Mt16,17, su laparola.net.;  Gv1,42, su laparola.net.
13. ↑   Mt4,18-22, su laparola.net.; Mc1,16-20, su laparola.net.
14. ↑   Mt8,14-16, su laparola.net.; Mc1,29-31, su laparola.net.; Lc4,38-39, su laparola.net.
15. ↑   1Cor9,4-5, su laparola.net.
16. ↑  Michele Mazzeo, Pietro roccia della Chiesa, cap.1 pag.20
17. ↑   1 Pietro 5:12-15, su biblehub.com. URL consultato il 19 gennaio 2019 (archiviato dall'url originale il 1º maggio 2019).
18. ↑   1Pietro 5:12-14, su laparola.net., con testo greco
19. ↑  (EN) S. Francesco De Sales, Introduction to the devout life, Londra, 1971,  p. 3.
20. ↑   Mt4,18-22, su laparola.net.; Mc1,16-20, su laparola.net.; Lc5,1-11, su laparola.net.; Gv1,40-42, su laparola.net.
21. ↑   Lc5,10, su laparola.net.
22. ↑   At4,13, su laparola.net.
23. ↑  Michele Mazzeo, Pietro roccia della Chiesa, pag.437
24. ↑   Mc1,16-20, su La Parola - La Sacra Bibbia in italiano in Internet.
25. ↑   Mt8,14-15, su La Parola - La Sacra Bibbia in italiano in Internet.
26. ↑   Lc5,1-11, su La Parola - La Sacra Bibbia in italiano in Internet.
27. ↑   Gv1,40-42; 21,1-11, su La Parola - La Sacra Bibbia in italiano in Internet.
28. ↑   Mc1,16-18, su La Parola - La Sacra Bibbia in italiano in Internet.
29. ↑   Mt10,2, su La Parola - La Sacra Bibbia in italiano in Internet.
30. ↑   Lc5,10, su La Parola - La Sacra Bibbia in italiano in Internet.
31. ↑   At2,1-41, su La Parola - La Sacra Bibbia in italiano in Internet.
32. ↑   At3,1 - 4,31, su La Parola - La Sacra Bibbia in italiano in Internet.
33. ↑   At 8,14-25, su La Parola - La Sacra Bibbia in italiano in Internet.
34. ↑   At 10,1-11,18, su La Parola - La Sacra Bibbia in italiano in Internet.
35. ↑   At 12,1-24, su La Parola - La Sacra Bibbia in italiano in Internet.
36. ↑   Gal2,1-11, su La Parola - La Sacra Bibbia in italiano in Internet.
37. ↑   At 15,1-35, su La Parola - La Sacra Bibbia in italiano in Internet.
38. ↑   1Pt1,1, su La Parola - La Sacra Bibbia in italiano in Internet.
39. ↑  Michele Mazzeo, Pietro roccia della Chiesa, pag.443
40. ↑  Eusebio, Historia ecclesiastica 2,25,3-5; 1Clemente 5,2-7
41. ↑   Gv1,41, su laparola.net.
42. ↑   Gv1,42, su laparola.net.
43. ↑   Occorrenze del nome Cephas nella Bibbia, su laparola.net. URL consultato il 19 gennaio 2019 (archiviato il 19 gennaio 2019).
44. ↑   Bibbia di re Giacomo. Lettera ai Galati, capitolo 1, verso 18, su Kingjamesbibleonline.org, 1611. URL consultato il 19 gennaio 2019 (archiviato il 9 febbraio 2013)., con il testo greco nella versione interlineare: (EL, EN) Bibbia interlineare. Galati 1:18, su biblehub.com. URL consultato il 19 gennaio 2019 (archiviato il 19 dicembre 2013).
45. ↑   1Corinzi 9,5, su La Parola - La Sacra Bibbia in italiano in Internet.
46. ↑   Bibbia greca interlineare. Prima Lettera ai Corinzi, capitolo 9, versi 1-6, su biblehub.com. URL consultato il 19 gennaio 2019 (archiviato il 13 giugno 2013).
47. ↑   Lc5,7, su laparola.net.
48. ↑   Mt4,19-20, su laparola.net.; Lc5,11, su laparola.net.
49. ↑   Mt14,28-31, su laparola.net.
50. ↑   Mt17,24-27, su laparola.net.
51. ↑   Lc8,45, su laparola.net.
52. ↑   Gv6,61-68, su laparola.net.
53. ↑   Mt+17,1-8.Mc+9,2-8.Lc+9,28-36 Matteo 17,1-8; Marco 9,2-8 e Luca 9,28-36, su laparola.net.
54. ↑   Mt 16,18-19, su La Parola - La Sacra Bibbia in italiano in Internet.
55. ↑   Mt16,16, su laparola.net.;  Mc8,29, su laparola.net.;  Lc9,20, su laparola.net.
56. ↑   Mt16,18, su laparola.net.
57. ↑   Mt16,19, su laparola.net.
58. ↑  Vedi Bibbia CEI, nota a Mt16,18-19
59. ↑   Le chiavi per aprire il Regno dei Cieli - La spada per combattere il male, su it.zenit.org.
60. ↑  Vedi Bibbia TOB, nota n a Mt16,18
61. ↑  C. Rendina, "I Papi. Storia e segreti", pag. 16.
62. ↑  John Meyendorff, et al. (1963), Il primato di Pietro nella Chiesa Ortodossa, Crestwood NY, ISBN 978-0-88141-125-6
63. ↑  The Orthodox New Testament, Vol. I: The Holy Gospels (1999) pag.105
64. ↑   Primato di San Pietro, su syrianchurch.org. URL consultato il 13 dicembre 2008 (archiviato dall'url originale il 17 giugno 2010).
65. ↑   Mt16,16, su laparola.net.
66. ↑   Ef2,20, su laparola.net.
67. ↑  Doctrine & Covenants 27: 12–13
68. ↑   Mc+8:31-33.Mt+16:21-23 Mc 8:31-33 e Mt 16:21-23, su laparola.net.
69. ↑   Gv13,36-38, su laparola.net.; Lc22,33-34, su laparola.net.
70. ↑   Mt26,33-35, su laparola.net.; Mc14,29-31, su laparola.net.
71. ↑   Lc 22,32, su La Parola - La Sacra Bibbia in italiano in Internet.
72. ↑   Gv 13,24, su La Parola - La Sacra Bibbia in italiano in Internet.
73. ↑   Gv13,8, su La Parola - La Sacra Bibbia in italiano in Internet.
74. ↑   Gv 13,9, su La Parola - La Sacra Bibbia in italiano in Internet.
75. ↑   Mt26,40-41, su laparola.net.
76. ↑   Mt+26,51.Mc+14,47.Lc+22,50.Gv+18,10, su La Parola - La Sacra Bibbia in italiano in Internet.
77. ↑   Gv18,15, su laparola.net.
78. ↑  Giuseppe Ricciotti, Vita di Gesù Cristo, par.571 pag.652
79. ↑   Gv18,17, su laparola.net.
80. ↑   Gv18,26, su laparola.net.
81. ↑   Mc14,72, su laparola.net.
82. ↑   Gv20,2-7;Lc24,12, su laparola.net.
83. ↑   Lc24,34;1Cor15,5, su laparola.net.
84. ↑   Gv21,1-3, su laparola.net.. Anche il vangelo apocrifo di Pietro riporta questa notizia, vedi XIV 60
85. ↑   Gv21,7-8, su laparola.net.
86. ↑   Gv21,15-17, su laparola.net.
87. ↑  Vedi Bibbia Cei nota a Gv21,15
88. ↑   Gv21,18, su laparola.net.
89. ↑   Gv21,20-22, su laparola.net.
90. ↑  Eusebio di Cesarea, Historia Ecclesiastica, II, 14, 6
91. ↑  M. Adriani, La cristianità antica, Bibliotheca Fides, Roma, 1981, pagg. 175 e sgg.
92. ↑  Girolamo, De viris Illustribus, I
93. ↑  Dag Tessore, San Pietro, Città Nuova, cap. X, pag. 117
94. ↑  Atti di Pietro e Paolo dello Pseudo-Marcello
95. ↑  Eusebio, Storia Ecclesiastica
96. ↑  Adversus Haereses, III, 1,1
97. ↑  Eusebio, Adversus Haereses, v,8,3
98. ↑  Lattanzio, De mortibus persecutorum, II
99. ↑  Eusebio di Cesarea, Historia Ecclesiastica II, 13-14
100. ↑   Mario Erbetta, Gli Apocrifi del Nuovo Testamento, vol. II Atti e leggende, II 1978, Casa Editrice Marietti, 1966,  p. 150.
101. ↑  Giustino, I Apologia, XXVI
102. ↑  Clementinae, I, 15
103. ↑  Clementinae, VII, 12
104. ↑  Atti di Pietro, 32 vv.4
105. ↑  Dag Tessore, San Pietro, cap.XVI pag.163
106. ↑  Si veda per esempio  Corrado Augias e Remo Cacitti, Inchiesta sul cristianesimo, Arnoldo Mondadori Editore, 2008, ISBN 978-88-04-58303-5., pag 259
107. ↑  Decretum Gelasianum DS 350
108. ↑  Chronologie der altkirchlichen Literatur I, Berlino, 1897, p. 244
109. ↑  Sophia: rassegna critica di filosofia e storia della filosofia vol.29, 1961
110. ↑  Oscar Cullmann, Saint Pierre, 1962, pp. 62-67; in occasione della traduzione in inglese dell'opera sul Time è uscito questo articolo:  Religion: Peter & the Rock - TIME, su time.com (archiviato dall'url originale l'8 agosto 2013).
111. ↑   Gv 21,15-19, su laparola.net.
112. ↑  Gerusalemme, 1971, vol. 15, col. 755
113. ↑  Eusebio di Cesarea, Storia Ecclesiastica ai versi II, xv; III, xl; VI, xiv
114. ↑  Ireneo di Lione, Contro gli Eretici, III, i
115. ↑  C.P. Thiede, Il Papiro Magdalen e le origini del Vangelo, ed. it. Casale Monferrato 1997, pp. 78 ss.; 154 ss.
116. ↑  Il testo è riportato nella Storia Ecclesiastica di Eusebio di Cesarea (II, 25).
117. ↑  Il testo è riportato nella Storia Ecclesiastica di Eusebio di Cesarea (VI, 14).
118. ↑   Gv 21,15-19, su La Parola - La Sacra Bibbia in italiano in Internet.
119. ↑  Apocrifo della "Dormizione della Santa madre di Dio" XII
120. ↑  Claudio Rendina, I papi, storia e segreti volume primo, Ed. Newton Compton, Roma, 2005. 19. ISBN 88-541-0213-X
121. ↑  Storia Ecclesiastica 2,25,6-7
122. ↑  Per ulteriori informazioni vedi Margherita Guarducci, La Tomba di San Pietro, Editrice Rusconi 1989, Milano
123. ↑  Claudio Rendina, Nel ventre di San Pietro dentro la "città dei morti", la Repubblica, 10 novembre 2002
124. 1 2  Vittorio Messori Ipotesi su Gesù
125. ↑   Virgilio Corbo, Resti della Sinagoga del primo secolo a Cafarnao, in “Studia Hierosolymitana III”, (SBF Collectio Maior, 30), 1981, Gerusalemme.
126. ↑  Vedi la sezione VI (REPRESENTATIONS OF ST. PETER) della voce su Pietro nella Catholic Encyclopedia
127. ↑  Wilpert, Die Malerein der Katakomben Rom, pagina 94 e 96
128. ↑  Wilpert, op. cit., pagina 390 e seguenti
129. ↑  Grisar, Analecta romana, I, Roma, 1899, pagina 627 e seguenti
130. ↑  Personaggi della Bibbia, Mondadori 2006, p. 399.